# Lista di asteroidi (3001-4000)
Di seguito una lista di asteroidi dal numero 3001 al 4000 con data di scoperta e scopritore.
In questa sottolista si trova l'asteroide con il più basso numero d'ordine che non ha ancora ricevuto un nome ufficiale (a maggio 2017): l'asteroide (3708) 1974 FV1.

## 3001-3100
| Nome                  | Designazione provvisoria | Data di scoperta  | Scopritore                                             |
| --------------------- | ------------------------ | ----------------- | ------------------------------------------------------ |
| 3001 Michelangelo     | 1982 BC1                 | 24 gennaio 1982   | E. Bowell                                              |
| 3002 Delasalle        | 1982 FB3                 | 20 marzo 1982     | H. Debehogne                                           |
| 3003 Konček           | 1983 YH                  | 28 dicembre 1983  | A. Mrkos                                               |
| 3004 Knud             | 1976 DD                  | 27 febbraio 1976  | R. M. West                                             |
| 3005 Pervictoralex    | 1979 QK2                 | 22 agosto 1979    | C.-I. Lagerkvist                                       |
| 3006 Livadia          | 1979 SF11                | 24 settembre 1979 | N. S. Chernykh                                         |
| 3007 Reaves           | 1979 UC                  | 17 ottobre 1979   | E. Bowell                                              |
| 3008 Nojiri           | 1938 WA                  | 17 novembre 1938  | K. Reinmuth                                            |
| 3009 Coventry         | 1973 SM2                 | 22 settembre 1973 | N. S. Chernykh                                         |
| 3010 Ushakov          | 1978 SB5                 | 27 settembre 1978 | L. I. Chernykh                                         |
| 3011 Chongqing        | 1978 WM14                | 26 novembre 1978  | Purple Mountain Observatory                            |
| 3012 Minsk            | 1979 QU9                 | 27 agosto 1979    | N. S. Chernykh                                         |
| 3013 Dobrovoleva      | 1979 SD7                 | 23 settembre 1979 | N. S. Chernykh                                         |
| 3014 Huangsushu       | 1979 TM                  | 11 ottobre 1979   | Purple Mountain Observatory                            |
| 3015 Candy            | 1980 VN                  | 9 novembre 1980   | E. Bowell                                              |
| 3016 Meuse            | 1981 EK                  | 1 marzo 1981      | H. Debehogne, G. DeSanctis                             |
| 3017 Petrovič         | 1981 UL                  | 25 ottobre 1981   | A. Mrkos                                               |
| 3018 Godiva           | 1982 KM                  | 21 maggio 1982    | E. Bowell                                              |
| 3019 Kulin            | 1940 AC                  | 7 gennaio 1940    | G. Kulin                                               |
| 3020 Naudts           | 1949 PR                  | 2 agosto 1949     | K. Reinmuth                                            |
| 3021 Lucubratio       | 1967 CB                  | 6 febbraio 1967   | P. Wild                                                |
| 3022 Dobermann        | 1980 SH                  | 16 settembre 1980 | Z. Vávrová                                             |
| 3023 Heard            | 1981 JS                  | 5 maggio 1981     | E. Bowell                                              |
| 3024 Hainan           | 1981 UW9                 | 23 ottobre 1981   | Purple Mountain Observatory                            |
| 3025 Higson           | 1982 QR                  | 20 agosto 1982    | C. S. Shoemaker, E. M. Shoemaker                       |
| 3026 Sarastro         | 1977 TA1                 | 12 ottobre 1977   | P. Wild                                                |
| 3027 Shavarsh         | 1978 PQ2                 | 8 agosto 1978     | N. S. Chernykh                                         |
| 3028 Zhangguoxi       | 1978 TA2                 | 9 ottobre 1978    | Purple Mountain Observatory                            |
| 3029 Sanders          | 1981 EA8                 | 1 marzo 1981      | S. J. Bus                                              |
| 3030 Vehrenberg       | 1981 EH16                | 1 marzo 1981      | S. J. Bus                                              |
| 3031 Houston          | 1984 CX                  | 8 febbraio 1984   | E. Bowell                                              |
| 3032 Evans            | 1984 CA1                 | 8 febbraio 1984   | E. Bowell                                              |
| 3033 Holbaek          | 1984 EJ                  | 5 marzo 1984      | K. Augustesen, P. Jensen, H. J. Fogh Olsen             |
| 3034 Climenhaga       | A917 SE                  | 24 settembre 1917 | M. F. Wolf                                             |
| 3035 Chambers         | A924 EJ                  | 7 marzo 1924      | K. Reinmuth                                            |
| 3036 Krat             | 1937 TO                  | 11 ottobre 1937   | G. N. Neujmin                                          |
| 3037 Alku             | 1944 BA                  | 17 gennaio 1944   | Y. Väisälä                                             |
| 3038 Bernes           | 1978 QB3                 | 31 agosto 1978    | N. S. Chernykh                                         |
| 3039 Yangel           | 1978 SP2                 | 26 settembre 1978 | L. V. Zhuravleva                                       |
| 3040 Kozai            | 1979 BA                  | 23 gennaio 1979   | W. Liller                                              |
| 3041 Webb             | 1980 GD                  | 15 aprile 1980    | E. Bowell                                              |
| 3042 Zelinsky         | 1981 EF10                | 1 marzo 1981      | S. J. Bus                                              |
| 3043 San Diego        | 1982 SA                  | 20 settembre 1982 | E. F. Helin                                            |
| 3044 Saltykov         | 1983 RE3                 | 2 settembre 1983  | N. V. Metlova, N. E. Kurochkin                         |
| 3045 Alois            | 1984 AW                  | 8 gennaio 1984    | J. Wagner                                              |
| 3046 Molière          | 4120 P-L                 | 24 settembre 1960 | C. J. van Houten, I. van Houten-Groeneveld, T. Gehrels |
| 3047 Goethe           | 6091 P-L                 | 24 settembre 1960 | C. J. van Houten, I. van Houten-Groeneveld, T. Gehrels |
| 3048 Guangzhou        | 1964 TH1                 | 8 ottobre 1964    | Purple Mountain Observatory                            |
| 3049 Kuzbass          | 1968 FH                  | 28 marzo 1968     | T. M. Smirnova                                         |
| 3050 Carrera          | 1972 NW                  | 13 luglio 1972    | C. Torres                                              |
| 3051 Nantong          | 1974 YP                  | 19 dicembre 1974  | Purple Mountain Observatory                            |
| 3052 Herzen           | 1976 YJ3                 | 16 dicembre 1976  | L. I. Chernykh                                         |
| 3053 Dresden          | 1977 QS                  | 18 agosto 1977    | N. S. Chernykh                                         |
| 3054 Strugatskia      | 1977 RE7                 | 11 settembre 1977 | N. S. Chernykh                                         |
| 3055 Annapavlova      | 1978 TR3                 | 4 ottobre 1978    | T. M. Smirnova                                         |
| 3056 INAG             | 1978 VD1                 | 1 novembre 1978   | K. Tomita                                              |
| 3057 Mälaren          | 1981 EG                  | 9 marzo 1981      | E. Bowell                                              |
| 3058 Delmary          | 1981 EO17                | 1 marzo 1981      | S. J. Bus                                              |
| 3059 Pryor            | 1981 EF23                | 3 marzo 1981      | S. J. Bus                                              |
| 3060 Delcano          | 1982 RD1                 | 12 settembre 1982 | P. Wild                                                |
| 3061 Cook             | 1982 UB1                 | 21 ottobre 1982   | E. Bowell                                              |
| 3062 Wren             | 1982 XC                  | 14 dicembre 1982  | E. Bowell                                              |
| 3063 Makhaon          | 1983 PV                  | 4 agosto 1983     | L. G. Karachkina                                       |
| 3064 Zimmer           | 1984 BB1                 | 28 gennaio 1984   | E. Bowell                                              |
| 3065 Sarahill         | 1984 CV                  | 8 febbraio 1984   | E. Bowell                                              |
| 3066 McFadden         | 1984 EO                  | 1 marzo 1984      | E. Bowell                                              |
| 3067 Akhmatova        | 1982 TE2                 | 14 ottobre 1982   | L. V. Zhuravleva, L. G. Karachkina                     |
| 3068 Khanina          | 1982 YJ1                 | 23 dicembre 1982  | L. G. Karachkina                                       |
| 3069 Heyrovský        | 1982 UG2                 | 16 ottobre 1982   | Z. Vávrová                                             |
| 3070 Aitken           | 1949 GK                  | 4 aprile 1949     | Università dell'Indiana                                |
| 3071 Nesterov         | 1973 FT1                 | 28 marzo 1973     | T. M. Smirnova                                         |
| 3072 Vilnius          | 1978 RS1                 | 5 settembre 1978  | N. S. Chernykh                                         |
| 3073 Kursk            | 1979 SW11                | 24 settembre 1979 | N. S. Chernykh                                         |
| 3074 Popov            | 1979 YE9                 | 24 dicembre 1979  | L. V. Zhuravleva                                       |
| 3075 Bornmann         | 1981 EY15                | 1 marzo 1981      | S. J. Bus                                              |
| 3076 Garber           | 1982 RB1                 | 13 settembre 1982 | Oak Ridge Observatory                                  |
| 3077 Henderson        | 1982 SK                  | 22 settembre 1982 | E. Bowell                                              |
| 3078 Horrocks         | 1984 FG                  | 31 marzo 1984     | E. Bowell                                              |
| 3079 Schiller         | 2578 P-L                 | 24 settembre 1960 | C. J. van Houten, I. van Houten-Groeneveld, T. Gehrels |
| 3080 Moisseiev        | 1935 TE                  | 3 ottobre 1935    | P. F. Shajn                                            |
| 3081 Martinůboh       | 1971 UP                  | 26 ottobre 1971   | L. Kohoutek                                            |
| 3082 Dzhalil          | 1972 KE                  | 17 maggio 1972    | T. M. Smirnova                                         |
| 3083 OAFA             | 1974 MH                  | 17 giugno 1974    | Felix Aguilar Observatory                              |
| 3084 Kondratyuk       | 1977 QB1                 | 19 agosto 1977    | N. S. Chernykh                                         |
| 3085 Donna            | 1980 DA                  | 18 febbraio 1980  | Harvard Observatory                                    |
| 3086 Kalbaugh         | 1980 XE                  | 4 dicembre 1980   | E. Bowell                                              |
| 3087 Beatrice Tinsley | 1981 QJ1                 | 30 agosto 1981    | A. C. Gilmore, P. M. Kilmartin                         |
| 3088 Jinxiuzhonghua   | 1981 UX9                 | 24 ottobre 1981   | Purple Mountain Observatory                            |
| 3089 Oujianquan       | 1981 XK2                 | 3 dicembre 1981   | Purple Mountain Observatory                            |
| 3090 Tjossem          | 1982 AN                  | 4 gennaio 1982    | J. Gibson                                              |
| 3091 van den Heuvel   | 6081 P-L                 | 24 settembre 1960 | C. J. van Houten, I. van Houten-Groeneveld, T. Gehrels |
| 3092 Herodotus        | 6550 P-L                 | 24 settembre 1960 | C. J. van Houten, I. van Houten-Groeneveld, T. Gehrels |
| 3093 Bergholz         | 1971 MG                  | 28 giugno 1971    | T. M. Smirnova                                         |
| 3094 Chukokkala       | 1979 FE2                 | 23 marzo 1979     | N. S. Chernykh                                         |
| 3095 Omarkhayyam      | 1980 RT2                 | 8 settembre 1980  | L. V. Zhuravleva                                       |
| 3096 Bezruč           | 1981 QC1                 | 28 agosto 1981    | Z. Vávrová                                             |
| 3097 Tacitus          | 2011 P-L                 | 24 settembre 1960 | C. J. van Houten, I. van Houten-Groeneveld, T. Gehrels |
| 3098 van Sprang       | 4579 P-L                 | 24 settembre 1960 | C. J. van Houten, I. van Houten-Groeneveld, T. Gehrels |
| 3099 Hergenrother     | 1940 GF                  | 3 aprile 1940     | Y. Väisälä                                             |
| 3100 Zimmerman        | 1977 EQ1                 | 13 marzo 1977     | N. S. Chernykh                                         |

## 3101-3200
| Nome               | Designazione provvisoria | Data di scoperta  | Scopritore                                             |
| ------------------ | ------------------------ | ----------------- | ------------------------------------------------------ |
| 3101 Goldberger    | 1978 GB                  | 11 aprile 1978    | E. F. Helin, G. Grueff, J. V. Wall                     |
| 3102 Krok          | 1981 QA                  | 21 agosto 1981    | Ladislav Brožek                                        |
| 3103 Eger          | 1982 BB                  | 20 gennaio 1982   | M. Lovas                                               |
| 3104 Dürer         | 1982 BB1                 | 24 gennaio 1982   | E. Bowell                                              |
| 3105 Stumpff       | A907 PB                  | 8 agosto 1907     | A. Kopff                                               |
| 3106 Morabito      | 1981 EE                  | 9 marzo 1981      | E. Bowell                                              |
| 3107 Weaver        | 1981 JG2                 | 5 maggio 1981     | C. S. Shoemaker                                        |
| 3108 Lyubov        | 1972 QM                  | 18 agosto 1972    | L. V. Zhuravleva                                       |
| 3109 Machin        | 1974 DC                  | 19 febbraio 1974  | L. Kohoutek                                            |
| 3110 Wagman        | 1975 SC                  | 28 settembre 1975 | H. L. Giclas                                           |
| 3111 Misuzu        | 1977 DX8                 | 19 febbraio 1977  | H. Kosai, K. Hurukawa                                  |
| 3112 Velimir       | 1977 QC5                 | 22 agosto 1977    | N. S. Chernykh                                         |
| 3113 Chizhevskij   | 1978 RO                  | 1 settembre 1978  | N. S. Chernykh                                         |
| 3114 Ercilla       | 1980 FB12                | 19 marzo 1980     | University of Chile                                    |
| 3115 Baily         | 1981 PL                  | 3 agosto 1981     | E. Bowell                                              |
| 3116 Goodricke     | 1983 CF                  | 11 febbraio 1983  | E. Bowell                                              |
| 3117 Niépce        | 1983 CM1                 | 11 febbraio 1983  | N. G. Thomas                                           |
| 3118 Claytonsmith  | 1974 OD                  | 19 luglio 1974    | Felix Aguilar Observatory                              |
| 3119 Dobronravin   | 1972 YX                  | 30 dicembre 1972  | T. M. Smirnova                                         |
| 3120 Dangrania     | 1979 RZ                  | 14 settembre 1979 | N. S. Chernykh                                         |
| 3121 Tamines       | 1981 EV                  | 2 marzo 1981      | H. Debehogne, G. DeSanctis                             |
| 3122 Florence      | 1981 ET3                 | 2 marzo 1981      | S. J. Bus                                              |
| 3123 Dunham        | 1981 QF2                 | 30 agosto 1981    | E. Bowell                                              |
| 3124 Kansas        | 1981 VB                  | 3 novembre 1981   | D. J. Tholen                                           |
| 3125 Hay           | 1982 BJ1                 | 24 gennaio 1982   | E. Bowell                                              |
| 3126 Davydov       | 1969 TP1                 | 8 ottobre 1969    | L. I. Chernykh                                         |
| 3127 Bagration     | 1973 ST4                 | 27 settembre 1973 | L. I. Chernykh                                         |
| 3128 Obruchev      | 1979 FJ2                 | 23 marzo 1979     | N. S. Chernykh                                         |
| 3129 Bonestell     | 1979 MK2                 | 25 giugno 1979    | E. F. Helin, S. J. Bus                                 |
| 3130 Hillary       | 1981 YO                  | 20 dicembre 1981  | A. Mrkos                                               |
| 3131 Mason-Dixon   | 1982 BM1                 | 24 gennaio 1982   | E. Bowell                                              |
| 3132 Landgraf      | 1940 WL                  | 29 novembre 1940  | L. Oterma                                              |
| 3133 Sendai        | A907 TC                  | 4 ottobre 1907    | A. Kopff                                               |
| 3134 Kostinsky     | A921 VA                  | 5 novembre 1921   | S. Beljavskij                                          |
| 3135 Lauer         | 1981 EC9                 | 1 marzo 1981      | S. J. Bus                                              |
| 3136 Anshan        | 1981 WD4                 | 18 novembre 1981  | Purple Mountain Observatory                            |
| 3137 Horky         | 1982 SM1                 | 16 settembre 1982 | A. Mrkos                                               |
| 3138 Ciney         | 1980 KL                  | 22 maggio 1980    | H. Debehogne                                           |
| 3139 Shantou       | 1980 VL1                 | 11 novembre 1980  | Purple Mountain Observatory                            |
| 3140 Stellafane    | 1983 AO                  | 9 gennaio 1983    | B. A. Skiff                                            |
| 3141 Buchar        | 1984 RH                  | 2 settembre 1984  | A. Mrkos                                               |
| 3142 Kilopi        | 1937 AC                  | 9 gennaio 1937    | A. Patry                                               |
| 3143 Genecampbell  | 1980 UA                  | 31 ottobre 1980   | Harvard Observatory                                    |
| 3144 Brosche       | 1931 TY1                 | 10 ottobre 1931   | K. Reinmuth                                            |
| 3145 Walter Adams  | 1955 RY                  | 14 settembre 1955 | Università dell'Indiana                                |
| 3146 Dato          | 1972 KG                  | 17 maggio 1972    | T. M. Smirnova                                         |
| 3147 Samantha      | 1976 YU3                 | 16 dicembre 1976  | L. I. Chernykh                                         |
| 3148 Grechko       | 1979 SA12                | 24 settembre 1979 | N. S. Chernykh                                         |
| 3149 Okudzhava     | 1981 SH                  | 22 settembre 1981 | Z. Vávrová                                             |
| 3150 Tosa          | 1983 CB                  | 11 febbraio 1983  | T. Seki                                                |
| 3151 Talbot        | 1983 HF                  | 18 aprile 1983    | N. G. Thomas                                           |
| 3152 Jones         | 1983 LF                  | 7 giugno 1983     | A. C. Gilmore, P. M. Kilmartin                         |
| 3153 Lincoln       | 1984 SH3                 | 28 settembre 1984 | B. A. Skiff                                            |
| 3154 Grant         | 1984 SO3                 | 28 settembre 1984 | B. A. Skiff                                            |
| 3155 Lee           | 1984 SP3                 | 28 settembre 1984 | B. A. Skiff                                            |
| 3156 Ellington     | 1953 EE                  | 15 marzo 1953     | A. Schmitt                                             |
| 3157 Novikov       | 1973 SX3                 | 25 settembre 1973 | L. V. Zhuravleva                                       |
| 3158 Anga          | 1976 SU2                 | 24 settembre 1976 | N. S. Chernykh                                         |
| 3159 Prokof'ev     | 1976 US2                 | 26 ottobre 1976   | T. M. Smirnova                                         |
| 3160 Angerhofer    | 1980 LE                  | 14 giugno 1980    | E. Bowell                                              |
| 3161 Beadell       | 1980 TB5                 | 9 ottobre 1980    | C. S. Shoemaker                                        |
| 3162 Nostalgia     | 1980 YH                  | 16 dicembre 1980  | E. Bowell                                              |
| 3163 Randi         | 1981 QM                  | 28 agosto 1981    | C. T. Kowal                                            |
| 3164 Prast         | 6562 P-L                 | 24 settembre 1960 | C. J. van Houten, I. van Houten-Groeneveld, T. Gehrels |
| 3165 Mikawa        | 1984 QE                  | 31 agosto 1984    | K. Suzuki, T. Urata                                    |
| 3166 Klondike      | 1940 FG                  | 30 marzo 1940     | Y. Väisälä                                             |
| 3167 Babcock       | 1955 RS                  | 13 settembre 1955 | Università dell'Indiana                                |
| 3168 Lomnický Štít | 1980 XM                  | 1 dicembre 1980   | A. Mrkos                                               |
| 3169 Ostro         | 1981 LA                  | 4 giugno 1981     | E. Bowell                                              |
| 3170 Dzhanibekov   | 1979 SS11                | 24 settembre 1979 | N. S. Chernykh                                         |
| 3171 Wangshouguan  | 1979 WO                  | 19 novembre 1979  | Purple Mountain Observatory                            |
| 3172 Hirst         | 1981 WW                  | 24 novembre 1981  | E. Bowell                                              |
| 3173 McNaught      | 1981 WY                  | 24 novembre 1981  | E. Bowell                                              |
| 3174 Alcock        | 1984 UV                  | 26 ottobre 1984   | E. Bowell                                              |
| 3175 Netto         | 1979 YP                  | 16 dicembre 1979  | H. Debehogne, E. R. Netto                              |
| 3176 Paolicchi     | 1980 VR1                 | 13 novembre 1980  | Z. Knežević                                            |
| 3177 Chillicothe   | 1934 AK                  | 8 gennaio 1934    | H. L. Giclas                                           |
| 3178 Yoshitsune    | 1984 WA                  | 21 novembre 1984  | K. Suzuki, T. Urata                                    |
| 3179 Beruti        | 1962 FA                  | 31 marzo 1962     | La Plata Observatory                                   |
| 3180 Morgan        | 1962 RO                  | 7 settembre 1962  | Università dell'Indiana                                |
| 3181 Ahnert        | 1964 EC                  | 8 marzo 1964      | F. Börngen                                             |
| 3182 Shimanto      | 1984 WC                  | 27 novembre 1984  | T. Seki                                                |
| 3183 Franzkaiser   | 1949 PP                  | 2 agosto 1949     | K. Reinmuth                                            |
| 3184 Raab          | 1949 QC                  | 22 agosto 1949    | E. L. Johnson                                          |
| 3185 Clintford     | 1953 VY1                 | 11 novembre 1953  | Università dell'Indiana                                |
| 3186 Manuilova     | 1973 SD3                 | 22 settembre 1973 | N. S. Chernykh                                         |
| 3187 Dalian        | 1977 TO3                 | 10 ottobre 1977   | Purple Mountain Observatory                            |
| 3188 Jekabsons     | 1978 OM                  | 28 luglio 1978    | Perth Observatory                                      |
| 3189 Penza         | 1978 RF6                 | 13 settembre 1978 | N. S. Chernykh                                         |
| 3190 Aposhanskij   | 1978 SR6                 | 26 settembre 1978 | L. V. Zhuravleva                                       |
| 3191 Svanetia      | 1979 SX9                 | 22 settembre 1979 | N. S. Chernykh                                         |
| 3192 A'Hearn       | 1982 BY1                 | 30 gennaio 1982   | E. Bowell                                              |
| 3193 Elliot        | 1982 DJ                  | 20 febbraio 1982  | E. Bowell                                              |
| 3194 Dorsey        | 1982 KD1                 | 27 maggio 1982    | C. S. Shoemaker                                        |
| 3195 Fedchenko     | 1978 PT2                 | 8 agosto 1978     | N. S. Chernykh                                         |
| 3196 Maklaj        | 1978 RY                  | 1 settembre 1978  | N. S. Chernykh                                         |
| 3197 Weissman      | 1981 AD                  | 1 gennaio 1981    | E. Bowell                                              |
| 3198 Wallonia      | 1981 YH1                 | 30 dicembre 1981  | F. Dossin                                              |
| 3199 Nefertiti     | 1982 RA                  | 13 settembre 1982 | C. S. Shoemaker, E. M. Shoemaker                       |
| 3200 Phaethon      | 1983 TB                  | 11 ottobre 1983   | IRAS                                                   |

## 3201-3300
| Nome                | Designazione provvisoria | Data di scoperta  | Scopritore                                             |
| ------------------- | ------------------------ | ----------------- | ------------------------------------------------------ |
| 3201 Sijthoff       | 6560 P-L                 | 24 settembre 1960 | C. J. van Houten, I. van Houten-Groeneveld, T. Gehrels |
| 3202 Graff          | A908 AA                  | 3 gennaio 1908    | M. F. Wolf                                             |
| 3203 Huth           | 1938 SL                  | 18 settembre 1938 | C. Hoffmeister                                         |
| 3204 Lindgren       | 1978 RH                  | 1 settembre 1978  | N. S. Chernykh                                         |
| 3205 Boksenberg     | 1979 MO6                 | 25 giugno 1979    | E. F. Helin, S. J. Bus                                 |
| 3206 Wuhan          | 1980 VN1                 | 13 novembre 1980  | Purple Mountain Observatory                            |
| 3207 Spinrad        | 1981 EY25                | 2 marzo 1981      | S. J. Bus                                              |
| 3208 Lunn           | 1981 JM                  | 3 maggio 1981     | E. Bowell                                              |
| 3209 Buchwald       | 1982 BL1                 | 24 gennaio 1982   | E. Bowell                                              |
| 3210 Lupishko       | 1983 WH1                 | 29 novembre 1983  | E. Bowell                                              |
| 3211 Louispharailda | 1931 CE                  | 10 febbraio 1931  | G. van Biesbroeck                                      |
| 3212 Agricola       | 1938 DH2                 | 19 febbraio 1938  | Y. Väisälä                                             |
| 3213 Smolensk       | 1977 NQ                  | 14 luglio 1977    | N. S. Chernykh                                         |
| 3214 Makarenko      | 1978 TZ6                 | 2 ottobre 1978    | L. V. Zhuravleva                                       |
| 3215 Lapko          | 1980 BQ                  | 23 gennaio 1980   | L. G. Karachkina                                       |
| 3216 Harrington     | 1980 RB                  | 4 settembre 1980  | E. Bowell                                              |
| 3217 Seidelmann     | 1980 RK                  | 2 settembre 1980  | E. Bowell                                              |
| 3218 Delphine       | 6611 P-L                 | 24 settembre 1960 | C. J. van Houten, I. van Houten-Groeneveld, T. Gehrels |
| 3219 Komaki         | 1934 CX                  | 4 febbraio 1934   | K. Reinmuth                                            |
| 3220 Murayama       | 1951 WF                  | 22 novembre 1951  | M. Laugier                                             |
| 3221 Changshi       | 1981 XF2                 | 2 dicembre 1981   | Purple Mountain Observatory                            |
| 3222 Liller         | 1983 NJ                  | 10 luglio 1983    | E. Bowell                                              |
| 3223 Forsius        | 1942 RN                  | 7 settembre 1942  | Y. Väisälä                                             |
| 3224 Irkutsk        | 1977 RL6                 | 11 settembre 1977 | N. S. Chernykh                                         |
| 3225 Hoag           | 1982 QQ                  | 20 agosto 1982    | C. S. Shoemaker, E. M. Shoemaker                       |
| 3226 Plinius        | 6565 P-L                 | 24 settembre 1960 | C. J. van Houten, I. van Houten-Groeneveld, T. Gehrels |
| 3227 Hasegawa       | 1928 DF                  | 24 febbraio 1928  | K. Reinmuth                                            |
| 3228 Pire           | 1935 CL                  | 8 febbraio 1935   | S. J. Arend                                            |
| 3229 Solnhofen      | A916 PC                  | 9 agosto 1916     | H. Thiele                                              |
| 3230 Vampilov       | 1972 LE                  | 8 giugno 1972     | N. S. Chernykh                                         |
| 3231 Mila           | 1972 RU2                 | 4 settembre 1972  | L. V. Zhuravleva                                       |
| 3232 Brest          | 1974 SL                  | 19 settembre 1974 | L. I. Chernykh                                         |
| 3233 Krišbarons     | 1977 RA6                 | 9 settembre 1977  | N. S. Chernykh                                         |
| 3234 Hergiani       | 1978 QO2                 | 31 agosto 1978    | N. S. Chernykh                                         |
| 3235 Melchior       | 1981 EL1                 | 6 marzo 1981      | H. Debehogne, G. DeSanctis                             |
| 3236 Strand         | 1982 BH1                 | 24 gennaio 1982   | E. Bowell                                              |
| 3237 Victorplatt    | 1984 SA5                 | 25 settembre 1984 | J. Platt                                               |
| 3238 Timresovia     | 1975 VB9                 | 8 novembre 1975   | N. S. Chernykh                                         |
| 3239 Meizhou        | 1978 UJ2                 | 29 ottobre 1978   | Purple Mountain Observatory                            |
| 3240 Laocoon        | 1978 VG6                 | 7 novembre 1978   | E. F. Helin, S. J. Bus                                 |
| 3241 Yeshuhua       | 1978 WH14                | 28 novembre 1978  | Purple Mountain Observatory                            |
| 3242 Bakhchisaraj   | 1979 SG9                 | 22 settembre 1979 | N. S. Chernykh                                         |
| 3243 Skytel         | 1980 DC                  | 19 febbraio 1980  | Harvard Observatory                                    |
| 3244 Petronius      | 4008 P-L                 | 24 settembre 1960 | C. J. van Houten, I. van Houten-Groeneveld, T. Gehrels |
| 3245 Jensch         | 1973 UL5                 | 27 ottobre 1973   | F. Börngen                                             |
| 3246 Bidstrup       | 1976 GQ3                 | 1 aprile 1976     | N. S. Chernykh                                         |
| 3247 Di Martino     | 1981 YE                  | 30 dicembre 1981  | E. Bowell                                              |
| 3248 Farinella      | 1982 FK                  | 21 marzo 1982     | E. Bowell                                              |
| 3249 Musashino      | 1977 DT4                 | 18 febbraio 1977  | H. Kosai, K. Hurukawa                                  |
| 3250 Martebo        | 1979 EB                  | 6 marzo 1979      | C.-I. Lagerkvist                                       |
| 3251 Eratosthenes   | 6536 P-L                 | 24 settembre 1960 | C. J. van Houten, I. van Houten-Groeneveld, T. Gehrels |
| 3252 Johnny         | 1981 EM4                 | 2 marzo 1981      | S. J. Bus                                              |
| 3253 Gradie         | 1982 HQ1                 | 28 aprile 1982    | E. Bowell                                              |
| 3254 Bus            | 1982 UM                  | 17 ottobre 1982   | E. Bowell                                              |
| 3255 Tholen         | 1980 RA                  | 2 settembre 1980  | E. Bowell                                              |
| 3256 Daguerre       | 1981 SJ1                 | 26 settembre 1981 | B. A. Skiff, N. G. Thomas                              |
| 3257 Hanzlík        | 1982 GG                  | 15 aprile 1982    | A. Mrkos                                               |
| 3258 Somnium        | 1983 RJ                  | 8 settembre 1983  | P. Wild                                                |
| 3259 Brownlee       | 1984 SZ4                 | 25 settembre 1984 | J. Platt                                               |
| 3260 Vizbor         | 1974 SO2                 | 20 settembre 1974 | L. V. Zhuravleva                                       |
| 3261 Tvardovskij    | 1979 SF9                 | 22 settembre 1979 | N. S. Chernykh                                         |
| 3262 Miune          | 1983 WB                  | 28 novembre 1983  | T. Seki                                                |
| 3263 Bligh          | 1932 CN                  | 5 febbraio 1932   | K. Reinmuth                                            |
| 3264 Bounty         | 1934 AF                  | 7 gennaio 1934    | K. Reinmuth                                            |
| 3265 Fletcher       | 1953 VN2                 | 9 novembre 1953   | K. Reinmuth                                            |
| 3266 Bernardus      | 1978 PA                  | 11 agosto 1978    | H.-E. Schuster                                         |
| 3267 Glo            | 1981 AA                  | 3 gennaio 1981    | E. Bowell                                              |
| 3268 De Sanctis     | 1981 DD                  | 26 febbraio 1981  | H. Debehogne                                           |
| 3269 Vibert-Douglas | 1981 EX16                | 6 marzo 1981      | S. J. Bus                                              |
| 3270 Dudley         | 1982 DA                  | 18 febbraio 1982  | C. S. Shoemaker, S. J. Bus                             |
| 3271 Ul             | 1982 RB                  | 14 settembre 1982 | H.-E. Schuster                                         |
| 3272 Tillandz       | 1938 DB1                 | 24 febbraio 1938  | Y. Väisälä                                             |
| 3273 Drukar         | 1975 TS2                 | 3 ottobre 1975    | L. I. Chernykh                                         |
| 3274 Maillen        | 1981 QO2                 | 23 agosto 1981    | H. Debehogne                                           |
| 3275 Oberndorfer    | 1982 HE1                 | 25 aprile 1982    | E. Bowell                                              |
| 3276 Porta Coeli    | 1982 RZ1                 | 15 settembre 1982 | A. Mrkos                                               |
| 3277 Aaronson       | 1984 AF1                 | 8 gennaio 1984    | E. Bowell                                              |
| 3278 Běhounek       | 1984 BT                  | 27 gennaio 1984   | A. Mrkos                                               |
| 3279 Solon          | 9103 P-L                 | 17 ottobre 1960   | C. J. van Houten, I. van Houten-Groeneveld, T. Gehrels |
| 3280 Grétry         | 1933 SJ                  | 17 settembre 1933 | F. Rigaux                                              |
| 3281 Maupertuis     | 1938 DZ                  | 24 febbraio 1938  | Y. Väisälä                                             |
| 3282 Spencer Jones  | 1949 DA                  | 19 febbraio 1949  | Università dell'Indiana                                |
| 3283 Skorina        | 1979 QA10                | 27 agosto 1979    | N. S. Chernykh                                         |
| 3284 Niebuhr        | 1953 NB                  | 13 luglio 1953    | J. A. Bruwer                                           |
| 3285 Ruth Wolfe     | 1983 VW1                 | 5 novembre 1983   | C. S. Shoemaker                                        |
| 3286 Anatoliya      | 1980 BV                  | 23 gennaio 1980   | L. G. Karachkina                                       |
| 3287 Olmstead       | 1981 DK1                 | 28 febbraio 1981  | S. J. Bus                                              |
| 3288 Seleucus       | 1982 DV                  | 28 febbraio 1982  | H.-E. Schuster                                         |
| 3289 Mitani         | 1934 RP                  | 7 settembre 1934  | K. Reinmuth                                            |
| 3290 Azabu          | 1973 SZ1                 | 19 settembre 1973 | C. J. van Houten, I. van Houten-Groeneveld, T. Gehrels |
| 3291 Dunlap         | 1982 VX3                 | 14 novembre 1982  | H. Kosai, K. Hurukawa                                  |
| 3292 Sather         | 2631 P-L                 | 24 settembre 1960 | C. J. van Houten, I. van Houten-Groeneveld, T. Gehrels |
| 3293 Rontaylor      | 4650 P-L                 | 24 settembre 1960 | C. J. van Houten, I. van Houten-Groeneveld, T. Gehrels |
| 3294 Carlvesely     | 6563 P-L                 | 24 settembre 1960 | C. J. van Houten, I. van Houten-Groeneveld, T. Gehrels |
| 3295 Murakami       | 1950 DH                  | 17 febbraio 1950  | K. Reinmuth                                            |
| 3296 Bosque Alegre  | 1975 SF                  | 30 settembre 1975 | Felix Aguilar Observatory                              |
| 3297 Hong Kong      | 1978 WN14                | 26 novembre 1978  | Purple Mountain Observatory                            |
| 3298 Massandra      | 1979 OB15                | 21 luglio 1979    | N. S. Chernykh                                         |
| 3299 Hall           | 1980 TX5                 | 10 ottobre 1980   | C. S. Shoemaker                                        |
| 3300 McGlasson      | 1928 NA                  | 10 luglio 1928    | H. E. Wood                                             |

## 3301-3400
| Nome               | Designazione provvisoria | Data di scoperta  | Scopritore                                             |
| ------------------ | ------------------------ | ----------------- | ------------------------------------------------------ |
| 3301 Jansje        | 1978 CT                  | 6 febbraio 1978   | Perth Observatory                                      |
| 3302 Schliemann    | 1977 RS6                 | 11 settembre 1977 | N. S. Chernykh                                         |
| 3303 Merta         | 1967 UN                  | 30 ottobre 1967   | L. Kohoutek                                            |
| 3304 Pearce        | 1981 EQ21                | 2 marzo 1981      | S. J. Bus                                              |
| 3305 Ceadams       | 1985 KB                  | 21 maggio 1985    | A. C. Gilmore, P. M. Kilmartin                         |
| 3306 Byron         | 1979 SM11                | 24 settembre 1979 | N. S. Chernykh                                         |
| 3307 Athabasca     | 1981 DE1                 | 28 febbraio 1981  | S. J. Bus                                              |
| 3308 Ferreri       | 1981 EP                  | 1 marzo 1981      | H. Debehogne, G. DeSanctis                             |
| 3309 Brorfelde     | 1982 BH                  | 28 gennaio 1982   | K. S. Jensen                                           |
| 3310 Patsy         | 1931 TS2                 | 9 ottobre 1931    | C. W. Tombaugh                                         |
| 3311 Podobed       | 1976 QM1                 | 26 agosto 1976    | N. S. Chernykh                                         |
| 3312 Pedersen      | 1984 SN                  | 24 settembre 1984 | Copenhagen Observatory                                 |
| 3313 Mendel        | 1980 DG                  | 19 febbraio 1980  | A. Mrkos                                               |
| 3314 Beals         | 1981 FH                  | 30 marzo 1981     | E. Bowell                                              |
| 3315 Chant         | 1984 CZ                  | 8 febbraio 1984   | E. Bowell                                              |
| 3316 Herzberg      | 1984 CN1                 | 6 febbraio 1984   | E. Bowell                                              |
| 3317 Paris         | 1984 KF                  | 26 maggio 1984    | C. S. Shoemaker, E. M. Shoemaker                       |
| 3318 Blixen        | 1985 HB                  | 23 aprile 1985    | K. Augustesen, P. Jensen                               |
| 3319 Kibi          | 1977 EJ5                 | 12 marzo 1977     | H. Kosai, K. Hurukawa                                  |
| 3320 Namba         | 1982 VZ4                 | 14 novembre 1982  | H. Kosai, K. Hurukawa                                  |
| 3321 Dasha         | 1975 TZ2                 | 3 ottobre 1975    | L. I. Chernykh                                         |
| 3322 Lidiya        | 1975 XY1                 | 1 dicembre 1975   | T. M. Smirnova                                         |
| 3323 Turgenev      | 1979 SY9                 | 22 settembre 1979 | N. S. Chernykh                                         |
| 3324 Avsyuk        | 1983 CW1                 | 4 febbraio 1983   | A. Mrkos                                               |
| 3325 TARDIS        | 1984 JZ                  | 3 maggio 1984     | B. A. Skiff                                            |
| 3326 Agafonikov    | 1985 FL                  | 20 marzo 1985     | A. Mrkos                                               |
| 3327 Campins       | 1985 PW                  | 14 agosto 1985    | E. Bowell                                              |
| 3328 Interposita   | 1985 QD1                 | 21 agosto 1985    | T. Schildknecht                                        |
| 3329 Golay         | 1985 RT1                 | 12 settembre 1985 | P. Wild                                                |
| 3330 Gantrisch     | 1985 RU1                 | 12 settembre 1985 | T. Schildknecht                                        |
| 3331 Kvistaberg    | 1979 QS                  | 22 agosto 1979    | C.-I. Lagerkvist                                       |
| 3332 Raksha        | 1978 NT1                 | 4 luglio 1978     | L. I. Chernykh                                         |
| 3333 Schaber       | 1980 TG5                 | 9 ottobre 1980    | C. S. Shoemaker                                        |
| 3334 Somov         | 1981 YR                  | 20 dicembre 1981  | A. Mrkos                                               |
| 3335 Quanzhou      | 1966 AA                  | 1 gennaio 1966    | Purple Mountain Observatory                            |
| 3336 Grygar        | 1971 UX                  | 26 ottobre 1971   | L. Kohoutek                                            |
| 3337 Miloš         | 1971 UG1                 | 26 ottobre 1971   | L. Kohoutek                                            |
| 3338 Richter       | 1973 UX5                 | 28 ottobre 1973   | F. Börngen                                             |
| 3339 Treshnikov    | 1978 LB                  | 6 giugno 1978     | A. Mrkos                                               |
| 3340 Yinhai        | 1979 TK                  | 12 ottobre 1979   | Purple Mountain Observatory                            |
| 3341 Hartmann      | 1980 OD                  | 17 luglio 1980    | E. Bowell                                              |
| 3342 Fivesparks    | 1982 BD3                 | 27 gennaio 1982   | Oak Ridge Observatory                                  |
| 3343 Nedzel        | 1982 HS                  | 28 aprile 1982    | Lincoln Laboratory ETS                                 |
| 3344 Modena        | 1982 JA                  | 15 maggio 1982    | Osservatorio San Vittore                               |
| 3345 Tarkovskij    | 1982 YC1                 | 23 dicembre 1982  | L. G. Karachkina                                       |
| 3346 Gerla         | 1951 SD                  | 27 settembre 1951 | S. J. Arend                                            |
| 3347 Konstantin    | 1975 VN1                 | 2 novembre 1975   | T. M. Smirnova                                         |
| 3348 Pokryshkin    | 1978 EA3                 | 6 marzo 1978      | N. S. Chernykh                                         |
| 3349 Manas         | 1979 FH2                 | 23 marzo 1979     | N. S. Chernykh                                         |
| 3350 Scobee        | 1980 PJ                  | 8 agosto 1980     | E. Bowell                                              |
| 3351 Smith         | 1980 RN1                 | 7 settembre 1980  | E. Bowell                                              |
| 3352 McAuliffe     | 1981 CW                  | 6 febbraio 1981   | N. G. Thomas                                           |
| 3353 Jarvis        | 1981 YC                  | 20 dicembre 1981  | E. Bowell                                              |
| 3354 McNair        | 1984 CW                  | 8 febbraio 1984   | E. Bowell                                              |
| 3355 Onizuka       | 1984 CC1                 | 8 febbraio 1984   | E. Bowell                                              |
| 3356 Resnik        | 1984 EU                  | 6 marzo 1984      | E. Bowell                                              |
| 3357 Tolstikov     | 1984 FT                  | 21 marzo 1984     | A. Mrkos                                               |
| 3358 Anikushin     | 1978 RX                  | 1 settembre 1978  | N. S. Chernykh                                         |
| 3359 Purcari       | 1978 RA6                 | 13 settembre 1978 | N. S. Chernykh                                         |
| 3360 Syrinx        | 1981 VA                  | 4 novembre 1981   | E. F. Helin, R. S. Dunbar                              |
| 3361 Orpheus       | 1982 HR                  | 24 aprile 1982    | C. Torres                                              |
| 3362 Khufu         | 1984 QA                  | 30 agosto 1984    | R. S. Dunbar, M. A. Barucci                            |
| 3363 Bowen         | 1960 EE                  | 6 marzo 1960      | Università dell'Indiana                                |
| 3364 Zdenka        | 1984 GF                  | 5 aprile 1984     | A. Mrkos                                               |
| 3365 Recogne       | 1985 CG2                 | 13 febbraio 1985  | H. Debehogne                                           |
| 3366 Gödel         | 1985 SD1                 | 22 settembre 1985 | T. Schildknecht                                        |
| 3367 Alex          | 1983 CA3                 | 15 febbraio 1983  | N. G. Thomas                                           |
| 3368 Duncombe      | 1985 QT                  | 22 agosto 1985    | E. Bowell                                              |
| 3369 Freuchen      | 1985 UZ                  | 18 ottobre 1985   | Copenhagen Observatory                                 |
| 3370 Kohsai        | 1934 CU                  | 4 febbraio 1934   | K. Reinmuth                                            |
| 3371 Giacconi      | 1955 RZ                  | 14 settembre 1955 | Università dell'Indiana                                |
| 3372 Bratijchuk    | 1976 SP4                 | 24 settembre 1976 | N. S. Chernykh                                         |
| 3373 Koktebelia    | 1978 QQ2                 | 31 agosto 1978    | N. S. Chernykh                                         |
| 3374 Namur         | 1980 KO                  | 22 maggio 1980    | H. Debehogne                                           |
| 3375 Amy           | 1981 JY1                 | 5 maggio 1981     | C. S. Shoemaker                                        |
| 3376 Armandhammer  | 1982 UJ8                 | 21 ottobre 1982   | L. V. Zhuravleva                                       |
| 3377 Lodewijk      | 4122 P-L                 | 24 settembre 1960 | C. J. van Houten, I. van Houten-Groeneveld, T. Gehrels |
| 3378 Susanvictoria | A922 WB                  | 25 novembre 1922  | G. van Biesbroeck                                      |
| 3379 Oishi         | 1931 TJ1                 | 6 ottobre 1931    | K. Reinmuth                                            |
| 3380 Awaji         | 1940 EF                  | 15 marzo 1940     | G. Kulin                                               |
| 3381 Mikkola       | 1941 UG                  | 15 ottobre 1941   | L. Oterma                                              |
| 3382 Cassidy       | 1948 RD                  | 7 settembre 1948  | H. L. Giclas                                           |
| 3383 Koyama        | 1951 AB                  | 9 gennaio 1951    | K. Reinmuth                                            |
| 3384 Daliya        | 1974 SB1                 | 19 settembre 1974 | L. I. Chernykh                                         |
| 3385 Bronnina      | 1979 SK11                | 24 settembre 1979 | N. S. Chernykh                                         |
| 3386 Klementinum   | 1980 FA                  | 16 marzo 1980     | Ladislav Brožek                                        |
| 3387 Greenberg     | 1981 WE                  | 20 novembre 1981  | E. Bowell                                              |
| 3388 Tsanghinchi   | 1981 YR1                 | 21 dicembre 1981  | Purple Mountain Observatory                            |
| 3389 Sinzot        | 1984 DU                  | 25 febbraio 1984  | H. Debehogne                                           |
| 3390 Demanet       | 1984 ES1                 | 2 marzo 1984      | H. Debehogne                                           |
| 3391 Sinon         | 1977 DD3                 | 18 febbraio 1977  | H. Kosai, K. Hurukawa                                  |
| 3392 Setouchi      | 1979 YB                  | 17 dicembre 1979  | H. Kosai, G. Sasaki                                    |
| 3393 Štúr          | 1984 WY1                 | 28 novembre 1984  | M. Antal                                               |
| 3394 Banno         | 1986 DB                  | 16 febbraio 1986  | S. Inoda                                               |
| 3395 Jitka         | 1985 UN                  | 20 ottobre 1985   | A. Mrkos                                               |
| 3396 Muazzez       | A915 TE                  | 15 ottobre 1915   | M. F. Wolf                                             |
| 3397 Leyla         | 1964 XA                  | 8 dicembre 1964   | R. Burnham, N. G. Thomas                               |
| 3398 Stättmayer    | 1978 PC                  | 10 agosto 1978    | H.-E. Schuster                                         |
| 3399 Kobzon        | 1979 SZ9                 | 22 settembre 1979 | N. S. Chernykh                                         |
| 3400 Aotearoa      | 1981 GX                  | 2 aprile 1981     | A. C. Gilmore, P. M. Kilmartin                         |

## 3401-3500
| Nome                 | Designazione provvisoria | Data di scoperta  | Scopritore                        |
| -------------------- | ------------------------ | ----------------- | --------------------------------- |
| 3401 Vanphilos       | 1981 PA                  | 1 agosto 1981     | Harvard Observatory               |
| 3402 Wisdom          | 1981 PB                  | 5 agosto 1981     | E. Bowell                         |
| 3403 Tammy           | 1981 SW                  | 25 settembre 1981 | L. G. Taff                        |
| 3404 Hinderer        | 1934 CY                  | 4 febbraio 1934   | K. Reinmuth                       |
| 3405 Daiwensai       | 1964 UQ                  | 30 ottobre 1964   | Purple Mountain Observatory       |
| 3406 Omsk            | 1969 DA                  | 21 febbraio 1969  | B. A. Burnasheva                  |
| 3407 Jimmysimms      | 1973 DT                  | 28 febbraio 1973  | L. Kohoutek                       |
| 3408 Shalamov        | 1977 QG4                 | 18 agosto 1977    | N. S. Chernykh                    |
| 3409 Abramov         | 1977 RE6                 | 9 settembre 1977  | N. S. Chernykh                    |
| 3410 Vereshchagin    | 1978 SZ7                 | 26 settembre 1978 | L. V. Zhuravleva                  |
| 3411 Debetencourt    | 1980 LK                  | 2 giugno 1980     | H. Debehogne                      |
| 3412 Kafka           | 1983 AU2                 | 10 gennaio 1983   | R. L. Kirk, D. J. Rudy            |
| 3413 Andriana        | 1983 CB3                 | 15 febbraio 1983  | N. G. Thomas                      |
| 3414 Champollion     | 1983 DJ                  | 19 febbraio 1983  | E. Bowell                         |
| 3415 Danby           | 1928 SL                  | 22 settembre 1928 | K. Reinmuth                       |
| 3416 Dorrit          | 1931 VP                  | 8 novembre 1931   | K. Reinmuth                       |
| 3417 Tamblyn         | 1937 GG                  | 1 aprile 1937     | K. Reinmuth                       |
| 3418 Izvekov         | 1973 QZ1                 | 31 agosto 1973    | T. M. Smirnova                    |
| 3419 Guth            | 1981 JZ                  | 8 maggio 1981     | Ladislav Brožek                   |
| 3420 Standish        | 1984 EB                  | 1 marzo 1984      | E. Bowell                         |
| 3421 Yangchenning    | 1975 WK1                 | 26 novembre 1975  | Purple Mountain Observatory       |
| 3422 Reid            | 1978 OJ                  | 28 luglio 1978    | Perth Observatory                 |
| 3423 Slouka          | 1981 CK                  | 9 febbraio 1981   | Ladislav Brožek                   |
| 3424 Nušl            | 1982 CD                  | 14 febbraio 1982  | L. Brožek                         |
| 3425 Hurukawa        | 1929 BD                  | 29 gennaio 1929   | K. Reinmuth                       |
| 3426 Seki            | 1932 CQ                  | 5 febbraio 1932   | K. Reinmuth                       |
| 3427 Szentmártoni    | 1938 AD                  | 6 gennaio 1938    | G. Kulin                          |
| 3428 Roberts         | 1952 JH                  | 1 maggio 1952     | Università dell'Indiana           |
| 3429 Chuvaev         | 1974 SU1                 | 19 settembre 1974 | L. I. Chernykh                    |
| 3430 Bradfield       | 1980 TF4                 | 9 ottobre 1980    | C. S. Shoemaker                   |
| 3431 Nakano          | 1984 QC                  | 24 agosto 1984    | T. Seki                           |
| 3432 Kobuchizawa     | 1986 EE                  | 7 marzo 1986      | M. Inoue, O. Muramatsu, T. Urata  |
| 3433 Fehrenbach      | 1963 TJ1                 | 15 ottobre 1963   | Università dell'Indiana           |
| 3434 Hurless         | 1981 VO                  | 2 novembre 1981   | B. A. Skiff                       |
| 3435 Boury           | 1981 XC2                 | 2 dicembre 1981   | F. Dossin                         |
| 3436 Ibadinov        | 1976 SS3                 | 24 settembre 1976 | N. S. Chernykh                    |
| 3437 Kapitsa         | 1982 UZ5                 | 20 ottobre 1982   | L. G. Karachkina                  |
| 3438 Inarradas       | 1974 SD5                 | 21 settembre 1974 | Felix Aguilar Observatory         |
| 3439 Lebofsky        | 1983 RL2                 | 4 settembre 1983  | E. Bowell                         |
| 3440 Stampfer        | 1950 DD                  | 17 febbraio 1950  | K. Reinmuth                       |
| 3441 Pochaina        | 1969 TS1                 | 8 ottobre 1969    | L. I. Chernykh                    |
| 3442 Yashin          | 1978 TO7                 | 2 ottobre 1978    | L. V. Zhuravleva                  |
| 3443 Leetsungdao     | 1979 SB1                 | 26 settembre 1979 | Purple Mountain Observatory       |
| 3444 Stepanian       | 1980 RJ2                 | 7 settembre 1980  | N. S. Chernykh                    |
| 3445 Pinson          | 1983 FC                  | 16 marzo 1983     | E. Barr                           |
| 3446 Combes          | 1942 EB                  | 12 marzo 1942     | K. Reinmuth                       |
| 3447 Burckhalter     | 1956 SC                  | 29 settembre 1956 | Università dell'Indiana           |
| 3448 Narbut          | 1977 QA5                 | 22 agosto 1977    | N. S. Chernykh                    |
| 3449 Abell           | 1978 VR9                 | 7 novembre 1978   | E. F. Helin, S. J. Bus            |
| 3450 Dommanget       | 1983 QJ                  | 31 agosto 1983    | H. Debehogne                      |
| 3451 Mentor          | 1984 HA1                 | 19 aprile 1984    | A. Mrkos                          |
| 3452 Hawke           | 1980 OA                  | 17 luglio 1980    | E. Bowell                         |
| 3453 Dostoevsky      | 1981 SS5                 | 27 settembre 1981 | L. G. Karachkina                  |
| 3454 Lieske          | 1981 WB1                 | 24 novembre 1981  | E. Bowell                         |
| 3455 Kristensen      | 1985 QC                  | 20 agosto 1985    | E. Bowell                         |
| 3456 Etiennemarey    | 1985 RS2                 | 5 settembre 1985  | H. Debehogne                      |
| 3457 Arnenordheim    | 1985 RA3                 | 5 settembre 1985  | H. Debehogne                      |
| 3458 Boduognat       | 1985 RT3                 | 7 settembre 1985  | H. Debehogne                      |
| 3459 Bodil           | 1986 GB                  | 2 aprile 1986     | P. Jensen                         |
| 3460 Ashkova         | 1973 QB2                 | 31 agosto 1973    | T. M. Smirnova                    |
| 3461 Mandelshtam     | 1977 SA1                 | 18 settembre 1977 | N. S. Chernykh                    |
| 3462 Zhouguangzhao   | 1981 UA10                | 25 ottobre 1981   | Purple Mountain Observatory       |
| 3463 Kaokuen         | 1981 XJ2                 | 3 dicembre 1981   | Purple Mountain Observatory       |
| 3464 Owensby         | 1983 BA                  | 16 gennaio 1983   | E. Bowell                         |
| 3465 Trevires        | 1984 SQ5                 | 20 settembre 1984 | H. Debehogne                      |
| 3466 Ritina          | 1975 EA6                 | 6 marzo 1975      | N. S. Chernykh                    |
| 3467 Bernheim        | 1981 SF2                 | 26 settembre 1981 | N. G. Thomas                      |
| 3468 Urgenta         | 1975 AM                  | 7 gennaio 1975    | P. Wild                           |
| 3469 Bulgakov        | 1982 UL7                 | 21 ottobre 1982   | L. G. Karachkina                  |
| 3470 Yaronika        | 1975 ES                  | 6 marzo 1975      | N. S. Chernykh                    |
| 3471 Amelin          | 1977 QK2                 | 21 agosto 1977    | N. S. Chernykh                    |
| 3472 Upgren          | 1981 EJ10                | 1 marzo 1981      | S. J. Bus                         |
| 3473 Sapporo         | A924 EG                  | 7 marzo 1924      | K. Reinmuth                       |
| 3474 Linsley         | 1962 HE                  | 27 aprile 1962    | Università dell'Indiana           |
| 3475 Fichte          | 1972 TD                  | 4 ottobre 1972    | L. Kohoutek                       |
| 3476 Dongguan        | 1978 UF2                 | 28 ottobre 1978   | Purple Mountain Observatory       |
| 3477 Kazbegi         | 1979 KH                  | 19 maggio 1979    | R. M. West                        |
| 3478 Fanale          | 1979 XG                  | 14 dicembre 1979  | E. Bowell                         |
| 3479 Malaparte       | 1980 TQ                  | 3 ottobre 1980    | Z. Vávrová                        |
| 3480 Abante          | 1981 GB                  | 1 aprile 1981     | E. Bowell                         |
| 3481 Xianglupeak     | 1982 DS6                 | 19 febbraio 1982  | Peking Observatory                |
| 3482 Lesnaya         | 1975 VY4                 | 2 novembre 1975   | T. M. Smirnova                    |
| 3483 Svetlov         | 1976 YP2                 | 16 dicembre 1976  | L. I. Chernykh                    |
| 3484 Neugebauer      | 1978 NE                  | 10 luglio 1978    | E. F. Helin, E. M. Shoemaker      |
| 3485 Barucci         | 1983 NU                  | 11 luglio 1983    | E. Bowell                         |
| 3486 Fulchignoni     | 1984 CR                  | 5 febbraio 1984   | E. Bowell                         |
| 3487 Edgeworth       | 1978 UF                  | 28 ottobre 1978   | H. L. Giclas                      |
| 3488 Brahic          | 1980 PM                  | 8 agosto 1980     | E. Bowell                         |
| 3489 Lottie          | 1983 AT2                 | 10 gennaio 1983   | K. E. Herkenhoff, G. W. Ojakangas |
| 3490 Šolc            | 1984 SV                  | 20 settembre 1984 | A. Mrkos                          |
| 3491 Fridolin        | 1984 SM4                 | 30 settembre 1984 | P. Wild                           |
| 3492 Petra-Pepi      | 1985 DQ                  | 16 febbraio 1985  | M. Mahrová                        |
| 3493 Stepanov        | 1976 GR6                 | 3 aprile 1976     | N. S. Chernykh                    |
| 3494 Purple Mountain | 1980 XW                  | 7 dicembre 1980   | Purple Mountain Observatory       |
| 3495 Colchagua       | 1981 NU                  | 2 luglio 1981     | L. E. González                    |
| 3496 Arieso          | 1977 RC                  | 5 settembre 1977  | H.-E. Schuster                    |
| 3497 Innanen         | 1941 HJ                  | 19 aprile 1941    | L. Oterma                         |
| 3498 Belton          | 1981 EG14                | 1 marzo 1981      | S. J. Bus                         |
| 3499 Hoppe           | 1981 VW1                 | 3 novembre 1981   | F. Börngen, K. Kirsch             |
| 3500 Kobayashi       | A919 SD                  | 18 settembre 1919 | K. Reinmuth                       |

## 3501-3600
| Nome               | Designazione provvisoria | Data di scoperta  | Scopritore                                             |
| ------------------ | ------------------------ | ----------------- | ------------------------------------------------------ |
| 3501 Olegiya       | 1971 QU                  | 18 agosto 1971    | T. M. Smirnova                                         |
| 3502 Huangpu       | 1964 TR1                 | 9 ottobre 1964    | Purple Mountain Observatory                            |
| 3503 Brandt        | 1981 EF17                | 1 marzo 1981      | S. J. Bus                                              |
| 3504 Kholshevnikov | 1981 RV3                 | 3 settembre 1981  | N. S. Chernykh                                         |
| 3505 Byrd          | 1983 AM                  | 9 gennaio 1983    | B. A. Skiff                                            |
| 3506 French        | 1984 CO1                 | 6 febbraio 1984   | E. Bowell                                              |
| 3507 Vilas         | 1982 UX                  | 21 ottobre 1982   | E. Bowell                                              |
| 3508 Pasternak     | 1980 DO5                 | 21 febbraio 1980  | L. G. Karachkina                                       |
| 3509 Sanshui       | 1978 UH2                 | 28 ottobre 1978   | Purple Mountain Observatory                            |
| 3510 Veeder        | 1982 TP                  | 13 ottobre 1982   | E. Bowell                                              |
| 3511 Tsvetaeva     | 1982 TC2                 | 14 ottobre 1982   | L. V. Zhuravleva, L. G. Karachkina                     |
| 3512 Eriepa        | 1984 AC1                 | 8 gennaio 1984    | J. Wagner                                              |
| 3513 Quqinyue      | 1965 UZ                  | 16 ottobre 1965   | Purple Mountain Observatory                            |
| 3514 Hooke         | 1971 UJ                  | 26 ottobre 1971   | L. Kohoutek                                            |
| 3515 Jindra        | 1982 UH2                 | 16 ottobre 1982   | Z. Vávrová                                             |
| 3516 Rusheva       | 1982 UH7                 | 21 ottobre 1982   | L. G. Karachkina                                       |
| 3517 Tatianicheva  | 1976 SE1                 | 24 settembre 1976 | N. S. Chernykh                                         |
| 3518 Florena       | 1977 QC4                 | 18 agosto 1977    | N. S. Chernykh                                         |
| 3519 Ambiorix      | 1984 DO                  | 23 febbraio 1984  | H. Debehogne                                           |
| 3520 Klopsteg      | 1952 SG                  | 16 settembre 1952 | Università dell'Indiana                                |
| 3521 Comrie        | 1982 MH                  | 26 giugno 1982    | A. C. Gilmore, P. M. Kilmartin                         |
| 3522 Becker        | 1941 SW                  | 21 settembre 1941 | Y. Väisälä                                             |
| 3523 Arina         | 1975 TV2                 | 3 ottobre 1975    | L. I. Chernykh                                         |
| 3524 Schulz        | 1981 EE27                | 2 marzo 1981      | S. J. Bus                                              |
| 3525 Paul          | 1983 CX2                 | 15 febbraio 1983  | N. G. Thomas                                           |
| 3526 Jeffbell      | 1984 CN                  | 5 febbraio 1984   | E. Bowell                                              |
| 3527 McCord        | 1985 GE1                 | 15 aprile 1985    | E. Bowell                                              |
| 3528 Counselman    | 1981 EW3                 | 2 marzo 1981      | S. J. Bus                                              |
| 3529 Dowling       | 1981 EQ19                | 2 marzo 1981      | S. J. Bus                                              |
| 3530 Hammel        | 1981 EC20                | 2 marzo 1981      | S. J. Bus                                              |
| 3531 Cruikshank    | 1981 FB                  | 30 marzo 1981     | E. Bowell                                              |
| 3532 Tracie        | 1983 AS2                 | 10 gennaio 1983   | K. E. Herkenhoff, G. W. Ojakangas                      |
| 3533 Toyota        | 1986 UE                  | 30 ottobre 1986   | K. Suzuki, T. Urata                                    |
| 3534 Sax           | 1936 XA                  | 15 dicembre 1936  | E. Delporte                                            |
| 3535 Ditte         | 1979 SN11                | 24 settembre 1979 | N. S. Chernykh                                         |
| 3536 Schleicher    | 1981 EV20                | 2 marzo 1981      | S. J. Bus                                              |
| 3537 Jürgen        | 1982 VT                  | 15 novembre 1982  | E. Bowell                                              |
| 3538 Nelsonia      | 6548 P-L                 | 24 settembre 1960 | C. J. van Houten, I. van Houten-Groeneveld, T. Gehrels |
| 3539 Weimar        | 1967 GF1                 | 11 aprile 1967    | F. Börngen                                             |
| 3540 Protesilaos   | 1973 UF5                 | 27 ottobre 1973   | F. Börngen                                             |
| 3541 Graham        | 1984 ML                  | 18 giugno 1984    | Perth Observatory                                      |
| 3542 Tanjiazhen    | 1964 TN2                 | 9 ottobre 1964    | Purple Mountain Observatory                            |
| 3543 Ningbo        | 1964 VA3                 | 11 novembre 1964  | Purple Mountain Observatory                            |
| 3544 Borodino      | 1977 RD4                 | 7 settembre 1977  | N. S. Chernykh                                         |
| 3545 Gaffey        | 1981 WK2                 | 20 novembre 1981  | E. Bowell                                              |
| 3546 Atanasoff     | 1983 SC                  | 28 settembre 1983 | Bulgarian National Observatory                         |
| 3547 Serov         | 1978 TM6                 | 2 ottobre 1978    | L. V. Zhuravleva                                       |
| 3548 Eurybates     | 1973 SO                  | 19 settembre 1973 | C. J. van Houten, I. van Houten-Groeneveld, T. Gehrels |
| 3549 Hapke         | 1981 YH                  | 30 dicembre 1981  | E. Bowell                                              |
| 3550 Link          | 1981 YS                  | 20 dicembre 1981  | A. Mrkos                                               |
| 3551 Verenia       | 1983 RD                  | 12 settembre 1983 | R. S. Dunbar                                           |
| 3552 Don Quixote   | 1983 SA                  | 26 settembre 1983 | P. Wild                                                |
| 3553 Mera          | 1985 JA                  | 14 maggio 1985    | C. S. Shoemaker                                        |
| 3554 Amun          | 1986 EB                  | 4 marzo 1986      | C. S. Shoemaker, E. M. Shoemaker                       |
| 3555 Miyasaka      | 1931 TC1                 | 6 ottobre 1931    | K. Reinmuth                                            |
| 3556 Lixiaohua     | 1964 UO                  | 30 ottobre 1964   | Purple Mountain Observatory                            |
| 3557 Sokolsky      | 1977 QE1                 | 19 agosto 1977    | N. S. Chernykh                                         |
| 3558 Shishkin      | 1978 SQ2                 | 26 settembre 1978 | L. V. Zhuravleva                                       |
| 3559 Violaumayer   | 1980 PH                  | 8 agosto 1980     | E. Bowell                                              |
| 3560 Chenqian      | 1980 RZ2                 | 3 settembre 1980  | Purple Mountain Observatory                            |
| 3561 Devine        | 1983 HO                  | 18 aprile 1983    | N. G. Thomas                                           |
| 3562 Ignatius      | 1984 AZ                  | 8 gennaio 1984    | J. Wagner                                              |
| 3563 Canterbury    | 1985 FE                  | 23 marzo 1985     | A. C. Gilmore, P. M. Kilmartin                         |
| 3564 Talthybius    | 1985 TC1                 | 15 ottobre 1985   | E. Bowell                                              |
| 3565 Ojima         | 1986 YD                  | 22 dicembre 1986  | T. Niijima, T. Urata                                   |
| 3566 Levitan       | 1979 YA9                 | 24 dicembre 1979  | L. V. Zhuravleva                                       |
| 3567 Alvema        | 1930 VD                  | 15 novembre 1930  | E. Delporte                                            |
| 3568 ASCII         | 1936 UB                  | 17 ottobre 1936   | M. Laugier                                             |
| 3569 Kumon         | 1938 DN1                 | 20 febbraio 1938  | K. Reinmuth                                            |
| 3570 Wuyeesun      | 1979 XO                  | 14 dicembre 1979  | Purple Mountain Observatory                            |
| 3571 Milanštefánik | 1982 EJ                  | 15 marzo 1982     | A. Mrkos                                               |
| 3572 Leogoldberg   | 1954 UJ2                 | 28 ottobre 1954   | Università dell'Indiana                                |
| 3573 Holmberg      | 1982 QO1                 | 16 agosto 1982    | C.-I. Lagerkvist                                       |
| 3574 Rudaux        | 1982 TQ                  | 13 ottobre 1982   | E. Bowell                                              |
| 3575 Anyuta        | 1984 DU2                 | 26 febbraio 1984  | N. S. Chernykh                                         |
| 3576 Galina        | 1984 DB3                 | 26 febbraio 1984  | N. S. Chernykh                                         |
| 3577 Putilin       | 1969 TK                  | 7 ottobre 1969    | L. I. Chernykh                                         |
| 3578 Carestia      | 1977 CC                  | 11 febbraio 1977  | Felix Aguilar Observatory                              |
| 3579 Rockholt      | 1977 YA                  | 18 dicembre 1977  | M. Lovas                                               |
| 3580 Avery         | 1983 CS2                 | 15 febbraio 1983  | N. G. Thomas                                           |
| 3581 Alvarez       | 1985 HC                  | 23 aprile 1985    | C. S. Shoemaker                                        |
| 3582 Cyrano        | 1986 TT5                 | 2 ottobre 1986    | P. Wild                                                |
| 3583 Burdett       | 1929 TQ                  | 5 ottobre 1929    | C. W. Tombaugh                                         |
| 3584 Aisha         | 1981 TW                  | 5 ottobre 1981    | N. G. Thomas                                           |
| 3585 Goshirakawa   | 1987 BE                  | 28 gennaio 1987   | T. Niijima, T. Urata                                   |
| 3586 Vasnetsov     | 1978 SW6                 | 26 settembre 1978 | L. V. Zhuravleva                                       |
| 3587 Descartes     | 1981 RK5                 | 8 settembre 1981  | L. V. Zhuravleva                                       |
| 3588 Kirik         | 1981 TH4                 | 8 ottobre 1981    | L. I. Chernykh                                         |
| 3589 Loyola        | 1984 AB1                 | 8 gennaio 1984    | J. Wagner                                              |
| 3590 Holst         | 1984 CQ                  | 5 febbraio 1984   | E. Bowell                                              |
| 3591 Vladimirskij  | 1978 QJ2                 | 31 agosto 1978    | N. S. Chernykh                                         |
| 3592 Nedbal        | 1980 CT                  | 15 febbraio 1980  | Z. Vávrová                                             |
| 3593 Osip          | 1981 EB20                | 2 marzo 1981      | S. J. Bus                                              |
| 3594 Scotti        | 1983 CN                  | 11 febbraio 1983  | E. Bowell                                              |
| 3595 Gallagher     | 1985 TF1                 | 15 ottobre 1985   | E. Bowell                                              |
| 3596 Meriones      | 1985 VO                  | 14 novembre 1985  | P. Jensen, K. Augustesen                               |
| 3597 Kakkuri       | 1941 UL                  | 15 ottobre 1941   | L. Oterma                                              |
| 3598 Saucier       | 1977 KK1                 | 18 maggio 1977    | E. H. Bus                                              |
| 3599 Basov         | 1978 PB3                 | 8 agosto 1978     | N. S. Chernykh                                         |
| 3600 Archimedes    | 1978 SL7                 | 26 settembre 1978 | L. V. Zhuravleva                                       |

## 3601-3700
| Nome                 | Designazione provvisoria | Data di scoperta  | Scopritore                                             |
| -------------------- | ------------------------ | ----------------- | ------------------------------------------------------ |
| 3601 Velikhov        | 1979 SP9                 | 22 settembre 1979 | N. S. Chernykh                                         |
| 3602 Lazzaro         | 1981 DQ2                 | 28 febbraio 1981  | S. J. Bus                                              |
| 3603 Gajdušek        | 1981 RM                  | 5 settembre 1981  | Ladislav Brožek                                        |
| 3604 Berkhuijsen     | 5550 P-L                 | 17 ottobre 1960   | C. J. van Houten, I. van Houten-Groeneveld, T. Gehrels |
| 3605 Davy            | 1932 WB                  | 28 novembre 1932  | E. Delporte                                            |
| 3606 Pohjola         | 1939 SF                  | 19 settembre 1939 | Y. Väisälä                                             |
| 3607 Naniwa          | 1977 DO4                 | 18 febbraio 1977  | H. Kosai, K. Hurukawa                                  |
| 3608 Kataev          | 1978 SD1                 | 27 settembre 1978 | L. I. Chernykh                                         |
| 3609 Liloketai       | 1980 VM1                 | 13 novembre 1980  | Purple Mountain Observatory                            |
| 3610 Decampos        | 1981 EA1                 | 5 marzo 1981      | H. Debehogne, G. DeSanctis                             |
| 3611 Dabu            | 1981 YY1                 | 20 dicembre 1981  | Purple Mountain Observatory                            |
| 3612 Peale           | 1982 TW                  | 13 ottobre 1982   | E. Bowell                                              |
| 3613 Kunlun          | 1982 VJ11                | 10 novembre 1982  | Purple Mountain Observatory                            |
| 3614 Tumilty         | 1983 AE1                 | 12 gennaio 1983   | N. G. Thomas                                           |
| 3615 Safronov        | 1983 WZ                  | 29 novembre 1983  | E. Bowell                                              |
| 3616 Glazunov        | 1984 JJ2                 | 3 maggio 1984     | L. V. Zhuravleva                                       |
| 3617 Eicher          | 1984 LJ                  | 2 giugno 1984     | B. A. Skiff                                            |
| 3618 Kuprin          | 1979 QP8                 | 20 agosto 1979    | N. S. Chernykh                                         |
| 3619 Nash            | 1981 EU35                | 2 marzo 1981      | S. J. Bus                                              |
| 3620 Platonov        | 1981 RU2                 | 7 settembre 1981  | L. G. Karachkina                                       |
| 3621 Curtis          | 1981 SQ1                 | 26 settembre 1981 | N. G. Thomas                                           |
| 3622 Ilinsky         | 1981 SX7                 | 29 settembre 1981 | L. V. Zhuravleva                                       |
| 3623 Chaplin         | 1981 TG2                 | 4 ottobre 1981    | L. G. Karachkina                                       |
| 3624 Mironov         | 1982 TH2                 | 14 ottobre 1982   | L. V. Zhuravleva, L. G. Karachkina                     |
| 3625 Fracastoro      | 1984 HZ1                 | 27 aprile 1984    | W. Ferreri                                             |
| 3626 Ohsaki          | 1929 PA                  | 4 agosto 1929     | M. F. Wolf                                             |
| 3627 Sayers          | 1973 DS                  | 28 febbraio 1973  | L. Kohoutek                                            |
| 3628 Božněmcová      | 1979 WD                  | 25 novembre 1979  | Z. Vávrová                                             |
| 3629 Lebedinskij     | 1982 WK                  | 21 novembre 1982  | A. Mrkos                                               |
| 3630 Lubomír         | 1984 QN                  | 28 agosto 1984    | A. Mrkos                                               |
| 3631 Sigyn           | 1987 BV1                 | 25 gennaio 1987   | E. W. Elst                                             |
| 3632 Grachevka       | 1976 SJ4                 | 24 settembre 1976 | N. S. Chernykh                                         |
| 3633 Mira            | 1980 EE2                 | 13 marzo 1980     | Felix Aguilar Observatory                              |
| 3634 Iwan            | 1980 FV                  | 16 marzo 1980     | C.-I. Lagerkvist                                       |
| 3635 Kreutz          | 1981 WO1                 | 21 novembre 1981  | L. Kohoutek                                            |
| 3636 Pajdušáková     | 1982 UJ2                 | 17 ottobre 1982   | A. Mrkos                                               |
| 3637 O'Meara         | 1984 UQ                  | 23 ottobre 1984   | B. A. Skiff                                            |
| 3638 Davis           | 1984 WX                  | 20 novembre 1984  | E. Bowell                                              |
| 3639 Weidenschilling | 1985 TX                  | 15 ottobre 1985   | E. Bowell                                              |
| 3640 Gostin          | 1985 TR3                 | 11 ottobre 1985   | C. S. Shoemaker                                        |
| 3641 Williams Bay    | A922 WC                  | 24 novembre 1922  | G. van Biesbroeck                                      |
| 3642 Frieden         | 1953 XL1                 | 4 dicembre 1953   | H. Gessner                                             |
| 3643 Tienchanglin    | 1978 UN2                 | 29 ottobre 1978   | Purple Mountain Observatory                            |
| 3644 Kojitaku        | 1931 TW                  | 5 ottobre 1931    | K. Reinmuth                                            |
| 3645 Fabini          | 1981 QZ                  | 28 agosto 1981    | A. Mrkos                                               |
| 3646 Aduatiques      | 1985 RK4                 | 11 settembre 1985 | H. Debehogne                                           |
| 3647 Dermott         | 1986 AD1                 | 11 gennaio 1986   | E. Bowell                                              |
| 3648 Raffinetti      | 1957 HK                  | 24 aprile 1957    | La Plata Observatory                                   |
| 3649 Guillermina     | 1976 HQ                  | 26 aprile 1976    | Felix Aguilar Observatory                              |
| 3650 Kunming         | 1978 UO2                 | 30 ottobre 1978   | Purple Mountain Observatory                            |
| 3651 Friedman        | 1978 VB5                 | 7 novembre 1978   | E. F. Helin, S. J. Bus                                 |
| 3652 Soros           | 1981 TC3                 | 6 ottobre 1981    | T. M. Smirnova                                         |
| 3653 Klimishin       | 1979 HF5                 | 25 aprile 1979    | N. S. Chernykh                                         |
| 3654 AAS             | 1949 QH1                 | 21 agosto 1949    | Università dell'Indiana                                |
| 3655 Eupraksia       | 1978 SA3                 | 26 settembre 1978 | L. V. Zhuravleva                                       |
| 3656 Hemingway       | 1978 QX                  | 31 agosto 1978    | N. S. Chernykh                                         |
| 3657 Ermolova        | 1978 ST6                 | 26 settembre 1978 | L. V. Zhuravleva                                       |
| 3658 Feldman         | 1982 TR                  | 13 ottobre 1982   | E. Bowell                                              |
| 3659 Bellingshausen  | 1969 TE2                 | 8 ottobre 1969    | L. I. Chernykh                                         |
| 3660 Lazarev         | 1978 QX2                 | 31 agosto 1978    | N. S. Chernykh                                         |
| 3661 Dolmatovskij    | 1979 UY3                 | 16 ottobre 1979   | N. S. Chernykh                                         |
| 3662 Dezhnev         | 1980 RU2                 | 8 settembre 1980  | L. V. Zhuravleva                                       |
| 3663 Tisserand       | 1985 GK1                 | 15 aprile 1985    | E. Bowell                                              |
| 3664 Anneres         | 4260 P-L                 | 24 settembre 1960 | C. J. van Houten, I. van Houten-Groeneveld, T. Gehrels |
| 3665 Fitzgerald      | 1979 FE                  | 19 marzo 1979     | A. Mrkos                                               |
| 3666 Holman          | 1979 HP                  | 19 aprile 1979    | J. C. Muzzio                                           |
| 3667 Anne-Marie      | 1981 EF                  | 9 marzo 1981      | E. Bowell                                              |
| 3668 Ilfpetrov       | 1982 UM7                 | 21 ottobre 1982   | L. G. Karachkina                                       |
| 3669 Vertinskij      | 1982 UO7                 | 21 ottobre 1982   | L. G. Karachkina                                       |
| 3670 Northcott       | 1983 BN                  | 22 gennaio 1983   | E. Bowell                                              |
| 3671 Dionysus        | 1984 KD                  | 27 maggio 1984    | C. S. Shoemaker, E. M. Shoemaker                       |
| 3672 Stevedberg      | 1985 QQ                  | 22 agosto 1985    | E. Bowell                                              |
| 3673 Levy            | 1985 QS                  | 22 agosto 1985    | E. Bowell                                              |
| 3674 Erbisbühl       | 1963 RH                  | 13 settembre 1963 | C. Hoffmeister                                         |
| 3675 Kemstach        | 1982 YP1                 | 23 dicembre 1982  | L. G. Karachkina                                       |
| 3676 Hahn            | 1984 GA                  | 3 aprile 1984     | E. Bowell                                              |
| 3677 Magnusson       | 1984 QJ1                 | 31 agosto 1984    | E. Bowell                                              |
| 3678 Mongmanwai      | 1966 BO                  | 20 gennaio 1966   | Purple Mountain Observatory                            |
| 3679 Condruses       | 1984 DT                  | 24 febbraio 1984  | H. Debehogne                                           |
| 3680 Sasha           | 1987 MY                  | 28 giugno 1987    | E. F. Helin                                            |
| 3681 Boyan           | 1974 QO2                 | 27 agosto 1974    | L. I. Chernykh                                         |
| 3682 Welther         | A923 NB                  | 12 luglio 1923    | K. Reinmuth                                            |
| 3683 Baumann         | 1987 MA                  | 23 giugno 1987    | W. Landgraf                                            |
| 3684 Berry           | 1983 AK                  | 9 gennaio 1983    | B. A. Skiff                                            |
| 3685 Derdenye        | 1981 EH14                | 1 marzo 1981      | S. J. Bus                                              |
| 3686 Antoku          | 1987 EB                  | 3 marzo 1987      | T. Niijima, T. Urata                                   |
| 3687 Dzus            | A908 TC                  | 7 ottobre 1908    | A. Kopff                                               |
| 3688 Navajo          | 1981 FD                  | 30 marzo 1981     | E. Bowell                                              |
| 3689 Yeates          | 1981 JJ2                 | 5 maggio 1981     | C. S. Shoemaker                                        |
| 3690 Larson          | 1981 PM                  | 3 agosto 1981     | E. Bowell                                              |
| 3691 Bede            | 1982 FT                  | 29 marzo 1982     | L. E. González                                         |
| 3692 Rickman         | 1982 HF1                 | 25 aprile 1982    | E. Bowell                                              |
| 3693 Barringer       | 1982 RU                  | 15 settembre 1982 | E. Bowell                                              |
| 3694 Sharon          | 1984 SH5                 | 27 settembre 1984 | A. W. Grossman                                         |
| 3695 Fiala           | 1973 UU4                 | 21 ottobre 1973   | H. L. Giclas                                           |
| 3696 Herald          | 1980 OF                  | 17 luglio 1980    | E. Bowell                                              |
| 3697 Guyhurst        | 1984 EV                  | 6 marzo 1984      | E. Bowell                                              |
| 3698 Manning         | 1984 UA2                 | 29 ottobre 1984   | E. Bowell                                              |
| 3699 Milbourn        | 1984 UC2                 | 29 ottobre 1984   | E. Bowell                                              |
| 3700 Geowilliams     | 1984 UL2                 | 23 ottobre 1984   | C. S. Shoemaker, E. M. Shoemaker                       |

## 3701-3800
| Nome               | Designazione provvisoria | Data di scoperta  | Scopritore                                             |
| ------------------ | ------------------------ | ----------------- | ------------------------------------------------------ |
| 3701 Purkyně       | 1985 DW                  | 20 febbraio 1985  | A. Mrkos                                               |
| 3702 Trubetskaya   | 1970 NB                  | 3 luglio 1970     | L. I. Chernykh                                         |
| 3703 Volkonskaya   | 1978 PU3                 | 9 agosto 1978     | L. I. Chernykh                                         |
| 3704 Gaoshiqi      | 1981 YX1                 | 20 dicembre 1981  | Purple Mountain Observatory                            |
| 3705 Hotellasilla  | 1984 ET1                 | 4 marzo 1984      | H. Debehogne                                           |
| 3706 Sinnott       | 1984 SE3                 | 28 settembre 1984 | B. A. Skiff                                            |
| 3707 Schröter      | 1934 CC                  | 5 febbraio 1934   | K. Reinmuth                                            |
| 3708 Socus         | 1974 FV1                 | 21 marzo 1974     | University of Chile                                    |
| 3709 Polypoites    | 1985 TL3                 | 14 ottobre 1985   | C. S. Shoemaker                                        |
| 3710 Bogoslovskij  | 1978 RD6                 | 13 settembre 1978 | N. S. Chernykh                                         |
| 3711 Ellensburg    | 1983 QD                  | 31 agosto 1983    | J. Gibson                                              |
| 3712 Kraft         | 1984 YC                  | 22 dicembre 1984  | E. A. Harlan, A. R. Klemola                            |
| 3713 Pieters       | 1985 FA2                 | 22 marzo 1985     | E. Bowell                                              |
| 3714 Kenrussell    | 1983 TT1                 | 12 ottobre 1983   | E. Bowell                                              |
| 3715 Štohl         | 1980 DS                  | 19 febbraio 1980  | A. Mrkos                                               |
| 3716 Petzval       | 1980 TG                  | 2 ottobre 1980    | A. Mrkos                                               |
| 3717 Thorenia      | 1964 CG                  | 15 febbraio 1964  | Università dell'Indiana                                |
| 3718 Dunbar        | 1978 VS10                | 7 novembre 1978   | E. F. Helin, S. J. Bus                                 |
| 3719 Karamzin      | 1976 YO1                 | 16 dicembre 1976  | L. I. Chernykh                                         |
| 3720 Hokkaido      | 1987 UR1                 | 28 ottobre 1987   | S. Ueda, H. Kaneda                                     |
| 3721 Widorn        | 1982 TU                  | 13 ottobre 1982   | E. Bowell                                              |
| 3722 Urata         | 1927 UE                  | 29 ottobre 1927   | K. Reinmuth                                            |
| 3723 Voznesenskij  | 1976 GK2                 | 1 aprile 1976     | N. S. Chernykh                                         |
| 3724 Annenskij     | 1979 YN8                 | 23 dicembre 1979  | L. V. Zhuravleva                                       |
| 3725 Valsecchi     | 1981 EA11                | 1 marzo 1981      | S. J. Bus                                              |
| 3726 Johnadams     | 1981 LJ                  | 4 giugno 1981     | E. Bowell                                              |
| 3727 Maxhell       | 1981 PQ                  | 7 agosto 1981     | A. Mrkos                                               |
| 3728 IRAS          | 1983 QF                  | 23 agosto 1983    | IRAS                                                   |
| 3729 Yangzhou      | 1983 VP7                 | 1 novembre 1983   | Purple Mountain Observatory                            |
| 3730 Hurban        | 1983 XM1                 | 4 dicembre 1983   | M. Antal                                               |
| 3731 Hancock       | 1984 DH1                 | 20 febbraio 1984  | Perth Observatory                                      |
| 3732 Vávra         | 1984 SR1                 | 27 settembre 1984 | Z. Vávrová                                             |
| 3733 Yoshitomo     | 1985 AF                  | 15 gennaio 1985   | K. Suzuki, T. Urata                                    |
| 3734 Waland        | 9527 P-L                 | 17 ottobre 1960   | C. J. van Houten, I. van Houten-Groeneveld, T. Gehrels |
| 3735 Třeboň        | 1983 XS                  | 4 dicembre 1983   | Z. Vávrová                                             |
| 3736 Rokoske       | 1987 SY3                 | 26 settembre 1987 | E. Bowell                                              |
| 3737 Beckman       | 1983 PA                  | 8 agosto 1983     | E. F. Helin                                            |
| 3738 Ots           | 1977 QA1                 | 19 agosto 1977    | N. S. Chernykh                                         |
| 3739 Rem           | 1977 RE2                 | 8 settembre 1977  | N. S. Chernykh                                         |
| 3740 Menge         | 1981 EM                  | 1 marzo 1981      | H. Debehogne, G. DeSanctis                             |
| 3741 Rogerburns    | 1981 EL19                | 2 marzo 1981      | S. J. Bus                                              |
| 3742 Sunshine      | 1981 EQ27                | 2 marzo 1981      | S. J. Bus                                              |
| 3743 Pauljaniczek  | 1983 EW                  | 10 marzo 1983     | E. Barr                                                |
| 3744 Horn-d'Arturo | 1983 VE                  | 5 novembre 1983   | Osservatorio San Vittore                               |
| 3745 Petaev        | 1949 SF                  | 23 settembre 1949 | K. Reinmuth                                            |
| 3746 Heyuan        | 1964 TC1                 | 8 ottobre 1964    | Purple Mountain Observatory                            |
| 3747 Belinskij     | 1975 VY5                 | 5 novembre 1975   | L. I. Chernykh                                         |
| 3748 Tatum         | 1981 JQ                  | 3 maggio 1981     | E. Bowell                                              |
| 3749 Balam         | 1982 BG1                 | 24 gennaio 1982   | E. Bowell                                              |
| 3750 Ilizarov      | 1982 TD1                 | 14 ottobre 1982   | L. G. Karachkina                                       |
| 3751 Kiang         | 1983 NK                  | 10 luglio 1983    | E. Bowell                                              |
| 3752 Camillo       | 1985 PA                  | 15 agosto 1985    | E. F. Helin, M. A. Barucci                             |
| 3753 Cruithne      | 1986 TO                  | 10 ottobre 1986   | J. D. Waldron                                          |
| 3754 Kathleen      | 1931 FM                  | 16 marzo 1931     | C. W. Tombaugh                                         |
| 3755 Lecointe      | 1950 SJ                  | 19 settembre 1950 | S. J. Arend                                            |
| 3756 Ruscannon     | 1979 MV6                 | 25 giugno 1979    | E. F. Helin, S. J. Bus                                 |
| 3757 Anagolay      | 1982 XB                  | 14 dicembre 1982  | E. F. Helin                                            |
| 3758 Karttunen     | 1983 WP                  | 28 novembre 1983  | E. Bowell                                              |
| 3759 Piironen      | 1984 AP                  | 8 gennaio 1984    | E. Bowell                                              |
| 3760 Poutanen      | 1984 AQ                  | 8 gennaio 1984    | E. Bowell                                              |
| 3761 Romanskaya    | 1936 OH                  | 25 luglio 1936    | G. N. Neujmin                                          |
| 3762 Amaravella    | 1976 QN1                 | 26 agosto 1976    | N. S. Chernykh                                         |
| 3763 Qianxuesen    | 1980 TA6                 | 14 ottobre 1980   | Purple Mountain Observatory                            |
| 3764 Holmesacourt  | 1980 TL15                | 10 ottobre 1980   | Perth Observatory                                      |
| 3765 Texereau      | 1982 SU1                 | 16 settembre 1982 | K. Tomita                                              |
| 3766 Junepatterson | 1983 BF                  | 16 gennaio 1983   | E. Bowell                                              |
| 3767 DiMaggio      | 1986 LC                  | 3 giugno 1986     | E. F. Helin                                            |
| 3768 Monroe        | 1937 RB                  | 5 settembre 1937  | C. Jackson                                             |
| 3769 Arthurmiller  | 1967 UV                  | 30 ottobre 1967   | L. Kohoutek, A. Kriete                                 |
| 3770 Nizami        | 1974 QT1                 | 24 agosto 1974    | L. I. Chernykh                                         |
| 3771 Alexejtolstoj | 1974 SB3                 | 20 settembre 1974 | L. V. Zhuravleva                                       |
| 3772 Piaf          | 1982 UR7                 | 21 ottobre 1982   | L. G. Karachkina                                       |
| 3773 Smithsonian   | 1984 YY                  | 23 dicembre 1984  | Oak Ridge Observatory                                  |
| 3774 Megumi        | 1987 YC                  | 20 dicembre 1987  | T. Kojima                                              |
| 3775 Ellenbeth     | 1931 TC4                 | 6 ottobre 1931    | C. W. Tombaugh                                         |
| 3776 Vartiovuori   | 1938 GG                  | 5 aprile 1938     | H. Alikoski                                            |
| 3777 McCauley      | 1981 JD2                 | 5 maggio 1981     | C. S. Shoemaker                                        |
| 3778 Regge         | 1984 HK1                 | 26 aprile 1984    | W. Ferreri                                             |
| 3779 Kieffer       | 1985 JV1                 | 13 maggio 1985    | C. S. Shoemaker                                        |
| 3780 Maury         | 1985 RL                  | 14 settembre 1985 | E. Bowell                                              |
| 3781 Dufek         | 1986 RG1                 | 2 settembre 1986  | A. Mrkos                                               |
| 3782 Celle         | 1986 TE                  | 3 ottobre 1986    | P. Jensen                                              |
| 3783 Morris        | 1986 TW1                 | 7 ottobre 1986    | E. Bowell                                              |
| 3784 Chopin        | 1986 UL1                 | 31 ottobre 1986   | E. W. Elst                                             |
| 3785 Kitami        | 1986 WM                  | 30 novembre 1986  | T. Seki                                                |
| 3786 Yamada        | 1988 AE                  | 10 gennaio 1988   | T. Kojima                                              |
| 3787 Aivazovskij   | 1977 RG7                 | 11 settembre 1977 | N. S. Chernykh                                         |
| 3788 Steyaert      | 1986 QM3                 | 29 agosto 1986    | H. Debehogne                                           |
| 3789 Zhongguo      | 1928 UF                  | 25 ottobre 1928   | Y. C. Chang                                            |
| 3790 Raywilson     | 1937 UE                  | 26 ottobre 1937   | K. Reinmuth                                            |
| 3791 Marci         | 1981 WV1                 | 17 novembre 1981  | A. Mrkos                                               |
| 3792 Preston       | 1985 FA                  | 22 marzo 1985     | C. S. Shoemaker                                        |
| 3793 Leonteus      | 1985 TE3                 | 11 ottobre 1985   | C. S. Shoemaker                                        |
| 3794 Sthenelos     | 1985 TF3                 | 12 ottobre 1985   | C. S. Shoemaker                                        |
| 3795 Nigel         | 1986 GV1                 | 8 aprile 1986     | E. F. Helin                                            |
| 3796 Lene          | 1986 XJ                  | 6 dicembre 1986   | P. Jensen                                              |
| 3797 Ching-Sung Yu | 1987 YL                  | 22 dicembre 1987  | Oak Ridge Observatory                                  |
| 3798 de Jager      | 2402 T-3                 | 16 ottobre 1977   | C. J. van Houten, I. van Houten-Groeneveld, T. Gehrels |
| 3799 Novgorod      | 1979 SL9                 | 22 settembre 1979 | N. S. Chernykh                                         |
| 3800 Karayusuf     | 1984 AB                  | 4 gennaio 1984    | E. F. Helin                                            |

## 3801-3900
| Nome               | Designazione provvisoria | Data di scoperta  | Scopritore                                             |
| ------------------ | ------------------------ | ----------------- | ------------------------------------------------------ |
| 3801 Thrasymedes   | 1985 VS                  | 6 novembre 1985   | Spacewatch                                             |
| 3802 Dornburg      | 1986 PJ4                 | 7 agosto 1986     | F. Börngen                                             |
| 3803 Tuchkova      | 1981 TP1                 | 2 ottobre 1981    | L. V. Zhuravleva                                       |
| 3804 Drunina       | 1969 TB2                 | 8 ottobre 1969    | L. I. Chernykh                                         |
| 3805 Goldreich     | 1981 DK3                 | 28 febbraio 1981  | S. J. Bus                                              |
| 3806 Tremaine      | 1981 EW32                | 1 marzo 1981      | S. J. Bus                                              |
| 3807 Pagels        | 1981 SE1                 | 26 settembre 1981 | B. A. Skiff, N. G. Thomas                              |
| 3808 Tempel        | 1982 FQ2                 | 24 marzo 1982     | F. Börngen                                             |
| 3809 Amici         | 1984 FA                  | 26 marzo 1984     | Osservatorio San Vittore                               |
| 3810 Aoraki        | 1985 DX                  | 20 febbraio 1985  | A. C. Gilmore, P. M. Kilmartin                         |
| 3811 Karma         | 1953 TH                  | 13 ottobre 1953   | L. Oterma                                              |
| 3812 Lidaksum      | 1965 AK1                 | 11 gennaio 1965   | Purple Mountain Observatory                            |
| 3813 Fortov        | 1970 QA1                 | 30 agosto 1970    | T. M. Smirnova                                         |
| 3814 Hoshi-no-mura | 1981 JA                  | 4 maggio 1981     | T. Furuta                                              |
| 3815 König         | 1959 GG                  | 15 aprile 1959    | A. König, G. Jackisch, W. Wenzel                       |
| 3816 Chugainov     | 1975 VG9                 | 8 novembre 1975   | N. S. Chernykh                                         |
| 3817 Lencarter     | 1979 MK1                 | 25 giugno 1979    | E. F. Helin, S. J. Bus                                 |
| 3818 Gorlitsa      | 1979 QL8                 | 20 agosto 1979    | N. S. Chernykh                                         |
| 3819 Robinson      | 1983 AR                  | 12 gennaio 1983   | B. A. Skiff                                            |
| 3820 Sauval        | 1984 DV                  | 25 febbraio 1984  | H. Debehogne                                           |
| 3821 Sonet         | 1985 RC3                 | 6 settembre 1985  | H. Debehogne                                           |
| 3822 Segovia       | 1988 DP1                 | 21 febbraio 1988  | T. Seki                                                |
| 3823 Yorii         | 1988 EC1                 | 10 marzo 1988     | M. Arai, H. Mori                                       |
| 3824 Brendalee     | 1929 TK                  | 5 ottobre 1929    | C. W. Tombaugh                                         |
| 3825 Nürnberg      | 1967 UR                  | 30 ottobre 1967   | L. Kohoutek                                            |
| 3826 Handel        | 1973 UV5                 | 27 ottobre 1973   | F. Börngen                                             |
| 3827 Zdeněkhorský  | 1986 VU                  | 3 novembre 1986   | A. Mrkos                                               |
| 3828 Hoshino       | 1986 WC                  | 22 novembre 1986  | K. Suzuki, T. Urata                                    |
| 3829 Gunma         | 1988 EM                  | 10 marzo 1988     | T. Kojima                                              |
| 3830 Trelleborg    | 1986 RL                  | 11 settembre 1986 | P. Jensen                                              |
| 3831 Pettengill    | 1986 TP2                 | 7 ottobre 1986    | E. Bowell                                              |
| 3832 Shapiro       | 1981 QJ                  | 30 agosto 1981    | E. Bowell                                              |
| 3833 Calingasta    | 1971 SC                  | 27 settembre 1971 | J. Gibson, C. U. Cesco                                 |
| 3834 Zappafrank    | 1980 JE                  | 11 maggio 1980    | Ladislav Brožek                                        |
| 3835 Korolenko     | 1977 SD3                 | 23 settembre 1977 | N. S. Chernykh                                         |
| 3836 Lem           | 1979 SR9                 | 22 settembre 1979 | N. S. Chernykh                                         |
| 3837 Carr          | 1981 JU2                 | 6 maggio 1981     | C. S. Shoemaker                                        |
| 3838 Epona         | 1986 WA                  | 27 novembre 1986  | A. Maury                                               |
| 3839 Bogaevskij    | 1971 OU                  | 26 luglio 1971    | N. S. Chernykh                                         |
| 3840 Mimistrobell  | 1980 TN4                 | 9 ottobre 1980    | C. S. Shoemaker                                        |
| 3841 Dicicco       | 1983 VG7                 | 4 novembre 1983   | B. A. Skiff                                            |
| 3842 Harlansmith   | 1985 FC1                 | 21 marzo 1985     | E. Bowell                                              |
| 3843 OISCA         | 1987 DM                  | 28 febbraio 1987  | Y. Oshima                                              |
| 3844 Lujiaxi       | 1966 BZ                  | 30 gennaio 1966   | Purple Mountain Observatory                            |
| 3845 Neyachenko    | 1979 SA10                | 22 settembre 1979 | N. S. Chernykh                                         |
| 3846 Hazel         | 1980 TK5                 | 9 ottobre 1980    | C. S. Shoemaker                                        |
| 3847 Šindel        | 1982 DY1                 | 16 febbraio 1982  | A. Mrkos                                               |
| 3848 Analucia      | 1982 FH3                 | 21 marzo 1982     | H. Debehogne                                           |
| 3849 Incidentia    | 1984 FC                  | 31 marzo 1984     | E. Bowell                                              |
| 3850 Peltier       | 1986 TK2                 | 7 ottobre 1986    | E. Bowell                                              |
| 3851 Alhambra      | 1986 UZ                  | 30 ottobre 1986   | T. Seki                                                |
| 3852 Glennford     | 1987 DR6                 | 24 febbraio 1987  | H. Debehogne                                           |
| 3853 Haas          | 1981 WG1                 | 24 novembre 1981  | E. Bowell                                              |
| 3854 George        | 1983 EA                  | 13 marzo 1983     | C. S. Shoemaker                                        |
| 3855 Pasasymphonia | 1986 NF1                 | 4 luglio 1986     | E. F. Helin                                            |
| 3856 Lutskij       | 1976 QX                  | 26 agosto 1976    | N. S. Chernykh                                         |
| 3857 Cellino       | 1984 CD1                 | 8 febbraio 1984   | E. Bowell                                              |
| 3858 Dorchester    | 1986 TG                  | 3 ottobre 1986    | P. Jensen                                              |
| 3859 Börngen       | 1987 EW                  | 4 marzo 1987      | E. Bowell                                              |
| 3860 Plovdiv       | 1986 PM4                 | 8 agosto 1986     | E. W. Elst, V. G. Ivanova                              |
| 3861 Lorenz        | A910 FA                  | 30 marzo 1910     | J. Helffrich                                           |
| 3862 Agekian       | 1972 KM                  | 18 maggio 1972    | T. M. Smirnova                                         |
| 3863 Gilyarovskij  | 1978 SJ3                 | 26 settembre 1978 | L. V. Zhuravleva                                       |
| 3864 Søren         | 1986 XF                  | 6 dicembre 1986   | P. Jensen                                              |
| 3865 Lindbloom     | 1988 AY4                 | 13 gennaio 1988   | H. Debehogne                                           |
| 3866 Langley       | 1988 BH4                 | 20 gennaio 1988   | H. Debehogne                                           |
| 3867 Shiretoko     | 1988 HG                  | 16 aprile 1988    | M. Yanai, K. Watanabe                                  |
| 3868 Mendoza       | 4575 P-L                 | 24 settembre 1960 | C. J. van Houten, I. van Houten-Groeneveld, T. Gehrels |
| 3869 Norton        | 1981 JE                  | 3 maggio 1981     | E. Bowell                                              |
| 3870 Mayré         | 1988 CG3                 | 13 febbraio 1988  | E. W. Elst                                             |
| 3871 Reiz          | 1982 DR2                 | 18 febbraio 1982  | R. M. West                                             |
| 3872 Akirafujii    | 1983 AV                  | 12 gennaio 1983   | B. A. Skiff                                            |
| 3873 Roddy         | 1984 WB                  | 21 novembre 1984  | C. S. Shoemaker                                        |
| 3874 Stuart        | 1986 TJ1                 | 4 ottobre 1986    | E. Bowell                                              |
| 3875 Staehle       | 1988 KE                  | 17 maggio 1988    | E. F. Helin                                            |
| 3876 Quaide        | 1988 KJ                  | 19 maggio 1988    | E. F. Helin                                            |
| 3877 Braes         | 3108 P-L                 | 24 settembre 1960 | C. J. van Houten, I. van Houten-Groeneveld, T. Gehrels |
| 3878 Jyoumon       | 1982 VR4                 | 14 novembre 1982  | H. Kosai, K. Hurukawa                                  |
| 3879 Machar        | 1983 QA                  | 16 agosto 1983    | Z. Vávrová                                             |
| 3880 Kaiserman     | 1984 WK                  | 21 novembre 1984  | C. S. Shoemaker, E. M. Shoemaker                       |
| 3881 Doumergua     | 1925 VF                  | 15 novembre 1925  | Veniamin Pavlovič Žechovskij                           |
| 3882 Johncox       | 1962 RN                  | 7 settembre 1962  | Università dell'Indiana                                |
| 3883 Verbano       | 1972 RQ                  | 7 settembre 1972  | N. S. Chernykh                                         |
| 3884 Alferov       | 1977 EM1                 | 13 marzo 1977     | N. S. Chernykh                                         |
| 3885 Bogorodskij   | 1979 HG5                 | 25 aprile 1979    | N. S. Chernykh                                         |
| 3886 Shcherbakovia | 1981 RU3                 | 3 settembre 1981  | N. S. Chernykh                                         |
| 3887 Gerstner      | 1985 QX                  | 22 agosto 1985    | A. Mrkos                                               |
| 3888 Hoyt          | 1984 FO                  | 28 marzo 1984     | C. S. Shoemaker                                        |
| 3889 Menshikov     | 1972 RT3                 | 6 settembre 1972  | L. V. Zhuravleva                                       |
| 3890 Bunin         | 1976 YU5                 | 18 dicembre 1976  | L. I. Chernykh                                         |
| 3891 Werner        | 1981 EY31                | 3 marzo 1981      | S. J. Bus                                              |
| 3892 Dezsö         | 1941 HD                  | 19 aprile 1941    | L. Oterma                                              |
| 3893 DeLaeter      | 1980 FG12                | 20 marzo 1980     | M. P. Candy                                            |
| 3894 Williamcooke  | 1980 PQ2                 | 14 agosto 1980    | P. Jekabsons, M. P. Candy                              |
| 3895 Earhart       | 1987 DE                  | 23 febbraio 1987  | C. S. Shoemaker                                        |
| 3896 Pordenone     | 1987 WB                  | 18 novembre 1987  | J. M. Baur                                             |
| 3897 Louhi         | 1942 RT                  | 8 settembre 1942  | Y. Väisälä                                             |
| 3898 Curlewis      | 1981 SF9                 | 26 settembre 1981 | M. P. Candy                                            |
| 3899 Wichterle     | 1982 SN1                 | 17 settembre 1982 | M. Mahrová                                             |
| 3900 Knežević      | 1985 RK                  | 14 settembre 1985 | E. Bowell                                              |

## 3901-4000
| Nome                  | Designazione provvisoria | Data di scoperta  | Scopritore                                             |
| --------------------- | ------------------------ | ----------------- | ------------------------------------------------------ |
| 3901 Nanjingdaxue     | 1958 GQ                  | 7 aprile 1958     | Purple Mountain Observatory                            |
| 3902 Yoritomo         | 1986 AL                  | 14 gennaio 1986   | S. Inoda, T. Urata                                     |
| 3903 Kliment Ohridski | 1987 SV2                 | 20 settembre 1987 | E. W. Elst                                             |
| 3904 Honda            | 1988 DQ                  | 22 febbraio 1988  | R. H. McNaught                                         |
| 3905 Doppler          | 1984 QO                  | 28 agosto 1984    | A. Mrkos                                               |
| 3906 Chao             | 1987 KE1                 | 31 maggio 1987    | C. S. Shoemaker                                        |
| 3907 Kilmartin        | A904 PC                  | 14 agosto 1904    | M. F. Wolf                                             |
| 3908 Nyx              | 1980 PA                  | 6 agosto 1980     | H.-E. Schuster                                         |
| 3909 Gladys           | 1988 JD1                 | 15 maggio 1988    | K. W. Zeigler                                          |
| 3910 Liszt            | 1988 SF                  | 16 settembre 1988 | E. W. Elst                                             |
| 3911 Otomo            | 1940 QB                  | 31 agosto 1940    | K. Reinmuth                                            |
| 3912 Troja            | 1988 SG                  | 16 settembre 1988 | E. W. Elst                                             |
| 3913 Chemin           | 1986 XO2                 | 2 dicembre 1986   | CERGA                                                  |
| 3914 Kotogahama       | 1987 SE                  | 16 settembre 1987 | T. Seki                                                |
| 3915 Fukushima        | 1988 PA1                 | 15 agosto 1988    | M. Yanai, K. Watanabe                                  |
| 3916 Maeva            | 1981 QA3                 | 24 agosto 1981    | H. Debehogne                                           |
| 3917 Franz Schubert   | 1961 CX                  | 15 febbraio 1961  | F. Börngen                                             |
| 3918 Brel             | 1988 PE1                 | 13 agosto 1988    | E. W. Elst, G. Sause                                   |
| 3919 Maryanning       | 1984 DS                  | 23 febbraio 1984  | H. Debehogne                                           |
| 3920 Aubignan         | 1948 WF                  | 28 novembre 1948  | S. J. Arend                                            |
| 3921 Klement'ev       | 1971 OH                  | 19 luglio 1971    | B. A. Burnasheva                                       |
| 3922 Heather          | 1971 SP3                 | 26 settembre 1971 | C. Torres                                              |
| 3923 Radzievskij      | 1976 SN3                 | 24 settembre 1976 | N. S. Chernykh                                         |
| 3924 Birch            | 1977 CU                  | 11 febbraio 1977  | E. Bowell, C. T. Kowal                                 |
| 3925 Tret'yakov       | 1977 SS2                 | 19 settembre 1977 | L. V. Zhuravleva                                       |
| 3926 Ramirez          | 1978 VQ3                 | 7 novembre 1978   | E. F. Helin, S. J. Bus                                 |
| 3927 Feliciaplatt     | 1981 JA2                 | 5 maggio 1981     | C. S. Shoemaker, E. M. Shoemaker                       |
| 3928 Randa            | 1981 PG                  | 4 agosto 1981     | P. Wild                                                |
| 3929 Carmelmaria      | 1981 WG9                 | 16 novembre 1981  | P. Jekabsons                                           |
| 3930 Vasilev          | 1982 UV10                | 25 ottobre 1982   | L. V. Zhuravleva                                       |
| 3931 Batten           | 1984 EN                  | 1 marzo 1984      | E. Bowell                                              |
| 3932 Edshay           | 1984 SC5                 | 27 settembre 1984 | M. C. Nolan, C. S. Shoemaker                           |
| 3933 Portugal         | 1986 EN4                 | 12 marzo 1986     | R. M. West                                             |
| 3934 Tove             | 1987 DF1                 | 23 febbraio 1987  | P. Jensen, K. Augustesen, H. J. Fogh Olsen             |
| 3935 Toatenmongakkai  | 1987 PB                  | 14 agosto 1987    | T. Seki                                                |
| 3936 Elst             | 2321 T-3                 | 16 ottobre 1977   | C. J. van Houten, I. van Houten-Groeneveld, T. Gehrels |
| 3937 Bretagnon        | 1932 EO                  | 14 marzo 1932     | K. Reinmuth                                            |
| 3938 Chapront         | 1949 PL                  | 2 agosto 1949     | K. Reinmuth                                            |
| 3939 Huruhata         | 1953 GO                  | 7 aprile 1953     | K. Reinmuth                                            |
| 3940 Larion           | 1973 FE1                 | 27 marzo 1973     | L. V. Zhuravleva                                       |
| 3941 Haydn            | 1973 UU5                 | 27 ottobre 1973   | F. Börngen                                             |
| 3942 Churivannia      | 1977 RH7                 | 11 settembre 1977 | N. S. Chernykh                                         |
| 3943 Silbermann       | 1981 RG1                 | 3 settembre 1981  | F. Börngen                                             |
| 3944 Halliday         | 1981 WP1                 | 24 novembre 1981  | E. Bowell                                              |
| 3945 Gerasimenko      | 1982 PL                  | 14 agosto 1982    | N. S. Chernykh                                         |
| 3946 Shor             | 1983 EL2                 | 5 marzo 1983      | L. G. Karachkina                                       |
| 3947 Swedenborg       | 1983 XD                  | 1 dicembre 1983   | E. Bowell                                              |
| 3948 Bohr             | 1985 RF                  | 15 settembre 1985 | P. Jensen                                              |
| 3949 Mach             | 1985 UL                  | 20 ottobre 1985   | A. Mrkos                                               |
| 3950 Yoshida          | 1986 CH                  | 8 febbraio 1986   | S. Inoda, T. Urata                                     |
| 3951 Zichichi         | 1986 CK1                 | 13 febbraio 1986  | Osservatorio San Vittore                               |
| 3952 Russellmark      | 1986 EM2                 | 14 marzo 1986     | Bulgarian National Observatory                         |
| 3953 Perth            | 1986 VB6                 | 6 novembre 1986   | E. Bowell                                              |
| 3954 Mendelssohn      | 1987 HU                  | 24 aprile 1987    | F. Börngen                                             |
| 3955 Bruckner         | 1988 RF3                 | 9 settembre 1988  | F. Börngen                                             |
| 3956 Caspar           | 1988 VL1                 | 3 novembre 1988   | P. Jensen                                              |
| 3957 Sugie            | 1933 OD                  | 24 luglio 1933    | K. Reinmuth                                            |
| 3958 Komendantov      | 1953 TC                  | 10 ottobre 1953   | P. F. Shajn                                            |
| 3959 Irwin            | 1954 UN2                 | 28 ottobre 1954   | Università dell'Indiana                                |
| 3960 Chaliubieju      | 1955 BG                  | 20 gennaio 1955   | Purple Mountain Observatory                            |
| 3961 Arthurcox        | 1962 OB                  | 31 luglio 1962    | Università dell'Indiana                                |
| 3962 Valyaev          | 1967 CC                  | 8 febbraio 1967   | T. M. Smirnova                                         |
| 3963 Paradzhanov      | 1969 TP2                 | 8 ottobre 1969    | L. I. Chernykh                                         |
| 3964 Danilevskij      | 1974 RG1                 | 12 settembre 1974 | L. V. Zhuravleva                                       |
| 3965 Konopleva        | 1975 VA9                 | 8 novembre 1975   | N. S. Chernykh                                         |
| 3966 Cherednichenko   | 1976 SD3                 | 24 settembre 1976 | N. S. Chernykh                                         |
| 3967 Shekhtelia       | 1976 YW2                 | 16 dicembre 1976  | L. I. Chernykh                                         |
| 3968 Koptelov         | 1978 TU5                 | 8 ottobre 1978    | L. I. Chernykh                                         |
| 3969 Rossi            | 1978 TQ8                 | 9 ottobre 1978    | L. V. Zhuravleva                                       |
| 3970 Herran           | 1979 ME9                 | 28 giugno 1979    | C. Torres                                              |
| 3971 Voronikhin       | 1979 YM8                 | 23 dicembre 1979  | L. V. Zhuravleva                                       |
| 3972 Richard          | 1981 JD3                 | 6 maggio 1981     | C. S. Shoemaker                                        |
| 3973 Ogilvie          | 1981 UC1                 | 30 ottobre 1981   | L. G. Taff                                             |
| 3974 Verveer          | 1982 FS                  | 28 marzo 1982     | E. Bowell                                              |
| 3975 Verdi            | 1982 UR3                 | 19 ottobre 1982   | F. Börngen                                             |
| 3976 Lise             | 1983 JM                  | 6 maggio 1983     | N. G. Thomas                                           |
| 3977 Maxine           | 1983 LM                  | 14 giugno 1983    | C. S. Shoemaker                                        |
| 3978 Klepešta         | 1983 VP1                 | 7 novembre 1983   | Z. Vávrová                                             |
| 3979 Brorsen          | 1983 VV1                 | 8 novembre 1983   | A. Mrkos                                               |
| 3980 Hviezdoslav      | 1983 XU                  | 4 dicembre 1983   | A. Mrkos                                               |
| 3981 Stodola          | 1984 BL                  | 26 gennaio 1984   | A. Mrkos                                               |
| 3982 Kastel'          | 1984 JP1                 | 2 maggio 1984     | L. G. Karachkina                                       |
| 3983 Sakiko           | 1984 SX                  | 20 settembre 1984 | A. Mrkos                                               |
| 3984 Chacos           | 1984 SB6                 | 21 settembre 1984 | H. Debehogne                                           |
| 3985 Raybatson        | 1985 CX                  | 12 febbraio 1985  | C. S. Shoemaker                                        |
| 3986 Rozhkovskij      | 1985 SF2                 | 19 settembre 1985 | N. S. Chernykh                                         |
| 3987 Wujek            | 1986 EL1                 | 5 marzo 1986      | E. Bowell                                              |
| 3988 Huma             | 1986 LA                  | 4 giugno 1986     | E. F. Helin                                            |
| 3989 Odin             | 1986 RM                  | 8 settembre 1986  | P. Jensen                                              |
| 3990 Heimdal          | 1987 SO3                 | 25 settembre 1987 | P. Jensen                                              |
| 3991 Basilevsky       | 1987 SW3                 | 26 settembre 1987 | E. Bowell                                              |
| 3992 Wagner           | 1987 SA7                 | 29 settembre 1987 | F. Börngen                                             |
| 3993 Šorm             | 1988 VV5                 | 4 novembre 1988   | A. Mrkos                                               |
| 3994 Ayashi           | 1988 XF                  | 2 dicembre 1988   | M. Koishikawa                                          |
| 3995 Sakaino          | 1988 XM                  | 5 dicembre 1988   | T. Kojima                                              |
| 3996 Fugaku           | 1988 XG1                 | 5 dicembre 1988   | M. Arai, H. Mori                                       |
| 3997 Taga             | 1988 XP1                 | 6 dicembre 1988   | A. Sugie                                               |
| 3998 Tezuka           | 1989 AB                  | 1 gennaio 1989    | T. Kojima                                              |
| 3999 Aristarchus      | 1989 AL                  | 5 gennaio 1989    | T. Kojima                                              |
| 4000 Hipparchus       | 1989 AV                  | 4 gennaio 1989    | S. Ueda, H. Kaneda                                     |